# Transrapid

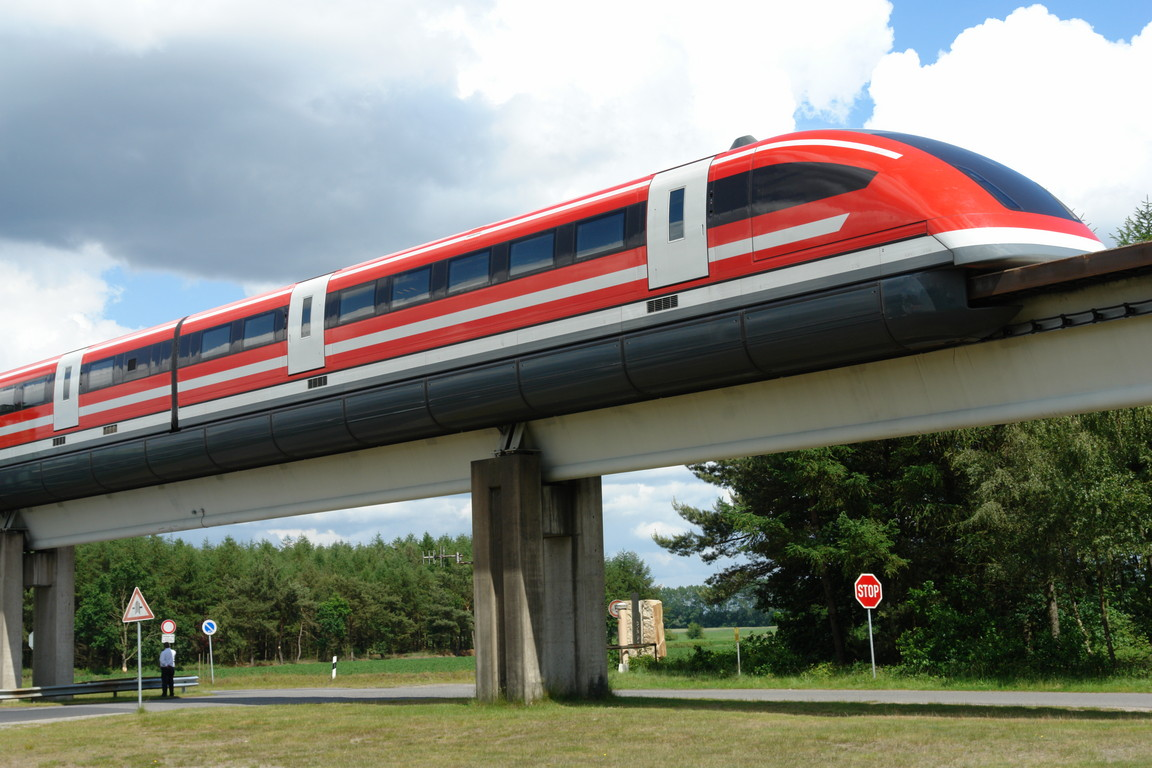
Der Transrapid 09 bei einer Testfahrt auf der Transrapid-Versuchsanlage Emsland (TVE)

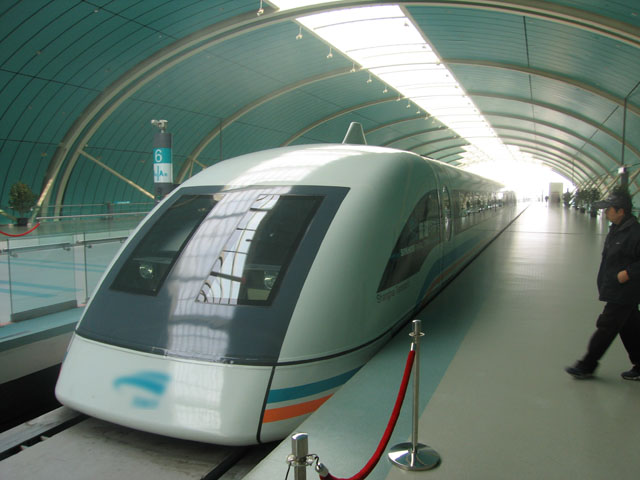
Transrapid SMT in Shanghai (Front)

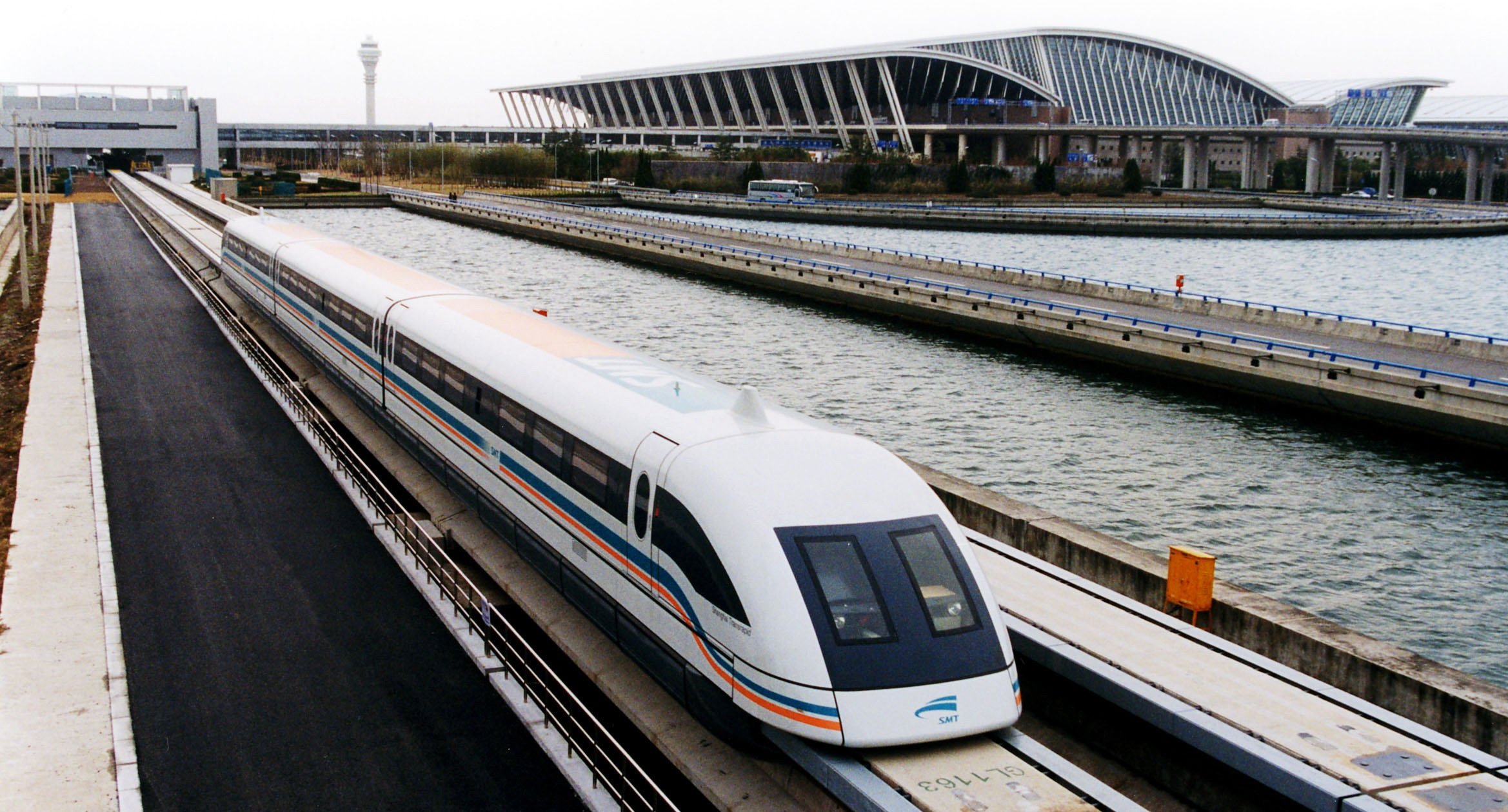
Ausfahrt mit dem versuchsweise aus drei Sektionen bestehenden Transrapid SMT aus der Flughafenstation Pudong während der Erprobungsphase 2003

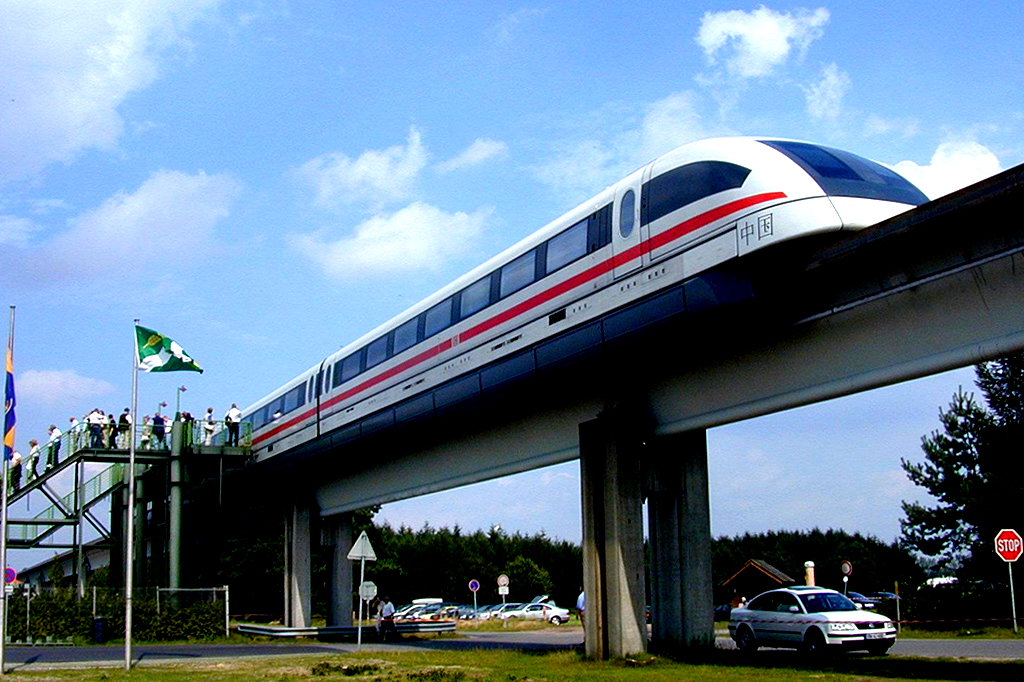
Der Transrapid 08 auf der TVE (2000)

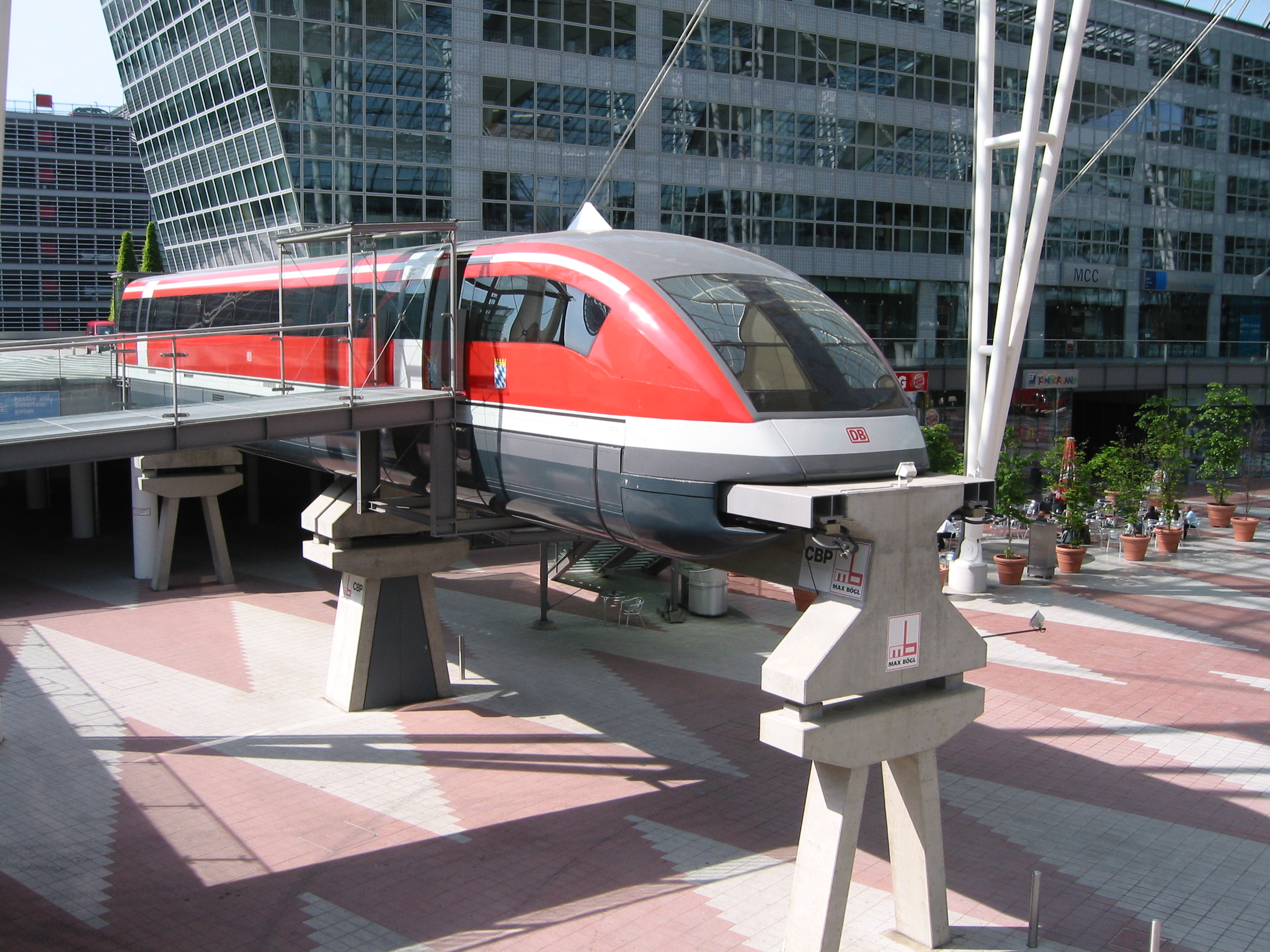
Die Sektion I des Transrapid 07 in München (2005)

Der Transrapid ist eine in Deutschland entwickelte Magnetschwebebahn für den Hochgeschwindigkeitsverkehr. Vermarktet, geplant und entwickelt wurde das Verkehrssystem (Fahrzeuge, Betriebsleittechnik und Nebenanlagen) von Siemens und ThyssenKrupp. Zahlreiche weitere, vorrangig deutsche Unternehmen entwickelten Komponenten wie z. B. Weichen und Fahrwegträger und waren an der Entwicklung der ersten Prototypen beteiligt, die nach dem Beginn der staatlich finanzierten Entwicklung im Jahr 1969 ab 1971 vorgestellt wurden. Von 1983 bis 2011 erfolgte die Erprobung mehrerer Züge auf der Transrapid-Versuchsanlage Emsland. Im Jahr 1991 wurde schließlich die technische Einsatzreife des Systems anerkannt. Mit dem Transrapid Shanghai wurde die einzige Transrapidstrecke im Regelbetrieb Ende 2002 in Shanghai eröffnet. In Deutschland wurden die Transrapid-Projekte Berlin–Hamburg, Metrorapid und ein Flughafenzubringer in München nach langjährigen Planungsphasen abgebrochen sowie zahlreiche weitere im Ausland nicht weiterverfolgt. In China wird die Technologie unter anderem am CRRC 600 weiterentwickelt.

## Das Transrapid-System

### Kurzbeschreibung

Funktionsschema

Das System des Transrapid besteht im Kern aus folgenden Komponenten:
Das Fahrwerk wird von unten an den von ihm umgriffenen Fahrweg herangezogen und kann berührungsfrei bewegt werden. Führmagnete halten es seitlich in der Spur. Für das Schweben auf einem magnetischen Wanderfeld muss kontinuierlich Energie zugeführt werden; das Feld wirkt der Erdanziehung entgegen. Das Fahrzeug wird vom Wanderfeld im Fahrweg vorangezogen, wobei die Geschwindigkeit von der Frequenz des Feldes abhängt. Fahrzeug und Fahrweg bilden zusammen einen Linearmotor, wobei der Fahrweg den Stator darstellt. Anders als bei den meisten Landfahrzeugen entsteht kein Rollwiderstand. Für den Antrieb sind keine Räder, Achsen, Antriebswellen oder Getriebe erforderlich. Reibungsverluste und Verschleiß solcher Bauteile entfallen.
Dies hat im Wesentlichen drei Folgen:
- Die Leistung kann weitgehend unabhängig von Platz und Gewicht des Fahrzeuges an die Trassierungsmerkmale der Strecke entsprechend dem Bedarf angepasst werden. Die Umrichter und anderen Komponenten des Antriebs beschreiben die Möglichkeiten des Betriebskonzepts und werden daher im Rahmen der Planung der jeweiligen Einsatzstrecke festgelegt.
- Zwischen Fahrweg und Fahrzeug muss ein Mindestabstand vorgesehen werden, um die Schwingungen des Fahrzeugs und gekrümmte Verläufe des Fahrwegs ausgleichen zu können. Daher ist hier der Abstand zwischen Ständer und Läufer größer als bei elektrischen Antriebsmaschinen klassischer rotierender Bauart. Weil der Wirkungsgrad elektrischer Maschinen aber unter anderem von der Luftspaltgröße abhängt, ist der Wirkungsgrad des Transrapid-Antriebs erst einmal geringer als derjenige eines konventionellen Elektromotors. Dafür entfällt aber eine weitere Antriebsübertragung zum Fahrweg, wie etwa der Rad-Schiene-Kontakt konventioneller Bahnen, und damit deren Reibung, ohne die der resultierende Wirkungsgrad wieder der günstigere ist.
- Das Funktionieren dieser Art der Schwebetechnik und der Antriebswirkung setzt baulich voraus, dass das Fahrzeug seinen Fahrweg relativ eng und auch zum Teil von unten umschließt.

Die Wortschöpfung „Transrapid“ ist aus den lateinischen Wörtern trans ‚hinüber‘ und rapidus ‚schnell‘ zusammengesetzt. Die Produktbezeichnung des Herstellers wird im deutschen Sprachraum teilweise wie ein Synonym für Magnetschwebebahn verwendet. International wird der aus der englischen Bezeichnung für Magnetschwebebahn (Magnetic Levitation Train) abgeleitete Begriff Maglev benutzt, mit dem aber nicht nur Produkte und die Magnetschwebebahntechnik der Hersteller Siemens AG und ThyssenKrupp AG bezeichnet werden.

### Technik

#### Geregeltes Schweben
Durch ein elektromagnetisches Regelsystem wird die Größe der magnetischen Kräfte so geregelt, dass ein etwa 10 mm großer Abstand zwischen den Tragmagneten und den Statorpaketen eingehalten wird. Die Magnete sind dabei einzeln aufgehängt, um der Trasse folgen zu können. Zur Abstandskontrolle dienen Spaltsensoren. Die Regelung erlaubt es, das Fahrzeug im Stillstand von der Trasse abzuheben. Zum Absetzen im Stand dienen Kufen. Kufen dienen auch als Reibpartner bei Notfallbremsungen.
Der Abstand des Bodens des Transrapid zur Fahrbahn beträgt ca. 15 cm. Der Zug kann deshalb auch kleinere Hindernisse sowie Schnee- oder Eisschichten überwinden. Wenn Vereisungen oder zusammengebackener Schnee nicht allein durch den Druckstoß des Fahrzeugs oder durch den Wind beseitigt werden können, müssen Räumfahrzeuge eingesetzt werden.

#### Fahrweg
Der Fahrweg des Transrapid besteht in der Trägerausführung aus 6,2 bis 60 Meter langen Trägern, die vorgefertigt werden, anders als herkömmliche Schienen- oder Straßenfahrwege, die in der Regel kontinuierlich und überwiegend vor Ort errichtet werden.
Für die Hybridkonstruktion wird ein stets gerades Spannbetonprofil in Kombination mit daran befestigten 3 m langen Statorpaketen verwendet. Der Bogenverlauf wird durch unterschiedlich lange Kragarme eingestellt, die an dem Spannbetonprofil befestigt werden, sodass jeder Radius eingestellt werden kann.
An dieser Konstruktion wird anschließend der eigentliche Fahrweg befestigt. Er besteht aus in Kunststoff eingegossenen Statorpaketen, die von Statorwicklungen durchzogen sind und an der Unterseite angebracht werden. Oft wird fälschlicherweise teures Kupfer als Leitungsmaterial genannt, doch besteht dieses aus günstigerem Aluminium. Zudem enthält der Fahrwegträger stählerne Führschienen (sogenannte Reaktionsschienen) an jeder Seite, auf die letztendlich die Seitenführmagnete und die zusätzlichen Bremsmagnete wirken. Sowohl das Statorpaket als auch die Seitenführschienen erlauben die freie Einstellung eines Fahrwegradius bis hinunter zum Mindestradius.
Der minimale Kurvenradius von etwa 270 m ergibt sich aus der Fahrzeuggeometrie und der Geometrie der Traktionsmagnete. Die Querneigung des Fahrwegs in Gleisbögen kann bis zu 12° (21,3 %), ausnahmsweise 16° (28,7 %), betragen, während sie bei der Eisenbahn auf etwa 6,5° (11,3 %) begrenzt ist. Hierdurch kann bei gleichem Bogenradius eine ca. 20 % höhere Geschwindigkeit erreicht werden (bei 1,0 m/s² unausgeglichener Querbeschleunigung).
Die mechanische Stellzeit von Weichen für den Transrapidfahrweg beträgt 18 s, die Zeit von Auslösung bis Signalfreigabe 30 s. Der Hersteller unterscheidet Langsamfahrweichen für max. 100 km/h und Schnellfahrweichen für 200 km/h. In Geradeausstellung sollen Weichen immer mit max. 500 km/h befahrbar sein.

#### Fahrantrieb (Linearmotor)

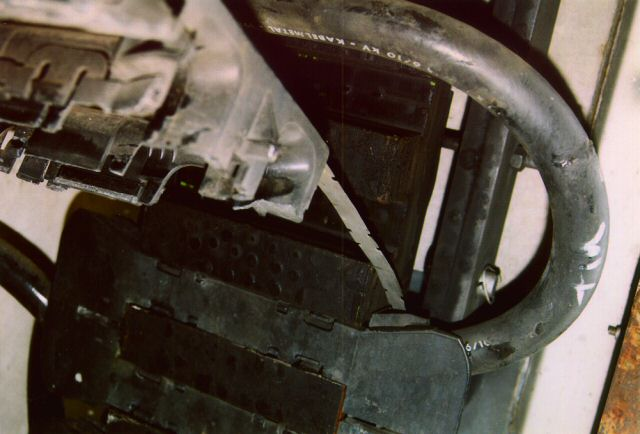
Motorwicklung des Langstatormotors

Das Fahrzeug wird durch ein magnetisches Wanderfeld im Fahrweg angetrieben, welches das Fahrzeug an seinem eigenen, statischen Magnetfeld mitzieht. Dabei fungiert der Fahrweg als Stator eines Drehstrom-Synchronmotors in linearer Ausführung (daher Langstatorprinzip), wobei die Fahrzeugmagnete dem Rotor entsprechen und bei einem Linearmotor als Translator (vgl. translatorische Bewegung) bezeichnet werden. Deren statische Felder „rasten“ dabei magnetisch in die Pole des Linearstators ein, was eine feste magnetische Verknüpfung zwischen Fahrzeugposition und Statorpolen erzwingt. Durch Bewegen dieser Pole wird das Fahrzeug mitgezogen – beschleunigt, abgebremst oder auch einfach an einem Haltepunkt festgehalten. Die wirksame Kraft ist dabei stets gleich und hängt von der Stärke der beteiligten Magnetfelder in Stator und Translator ab. Die Position des Fahrzeugs ist dadurch zu jedem Zeitpunkt polgenau bestimmt, solange die Magnetkraft ausreichend hoch ist und die Pole nicht „auseinandergerissen“ werden. Diese Situation wird als „außer Tritt geraten“ bezeichnet. Sie führte zwar nicht direkt zu Beschädigungen, eine wirksame Kraftübertragung wäre dann, bei enormer Geräuschentwicklung und Rüttelwirkung, aber nicht mehr möglich – ähnlich einer durchrutschenden Zahnstange oder einem durch die Hände gleitenden Seil. Die Auslegung der Regelsysteme und der Energieversorgung verhindert jedoch, dass das Fahrzeug außer Tritt gerät. Um zu erkennen, ob der Zug dem wandernden Magnetfeld beim Beschleunigen oder Bremsen noch folgen kann, ermitteln redundante Wegmesssysteme ständig seine Position. Eine Steuerzentrale übernimmt die Fahrtkontrolle. Diese ist der Linienzugbeeinflussung in Eisenbahnnetzen bei aktiver automatischer Fahr-Bremssteuerung ähnlich. Dies ermöglicht einen führerlosen Betrieb.
Einspeisungen aus dem Streckenkabel versorgen die Wanderfeldleitung. Sie sind an der Strecke in Abständen von 0,3 bis 5 km (so genannte Unterwerks- oder Speiseabschnitte) angebracht. Die Streckenkabel werden von Umrichterstationen versorgt, welche die erforderlichen Spannungen, Ströme und Frequenzen im jeweiligen Abschnitt bereitstellen. In jedem Speiseabschnitt darf sich nur ein Fahrzeug befinden. Die Stromversorgung durch Unterwerke entspricht der anderer elektrifizierter Bahnstrecken. Sie soll jedoch aufwendiger sein, denn durch die starke Beschleunigung und hohe Endgeschwindigkeit treten hohe Stromspitzen auf.
Die Blockstruktur des Antriebs ist einer von mehreren Parametern, die den minimalen Abstand zweier Züge limitieren, da sich zwischen diesen mindestens ein freies Antriebssegment befinden muss. Mit ursprünglich geplanten Segmentlängen von bis zu 50 km im Fernverkehr wären bei Fahrzeuggeschwindigkeiten um 400 km/h Fahrzeugabstände um 20 Minuten realisierbar. Die Segmentlängen des Antriebs sind nachträglich nur mit hohen Umbaukosten änderbar.
Die Möglichkeit, die Leistung des Antriebssegments den spezifischen Erfordernissen im Streckenabschnitt anzupassen, ist ein Vorteil, jedoch bei veränderten Nutzungen unflexibel. Transrapidfahrzeuge nutzen alle denselben in die Fahrbahn integrierten Antrieb. Dieser Antrieb muss also für alle Arten künftig eingesetzter Transrapidfahrzeuge und deren Nutzlast geeignet sein.

#### Mitwandernde Stromversorgung der Strecke (Statorschaltverfahren)

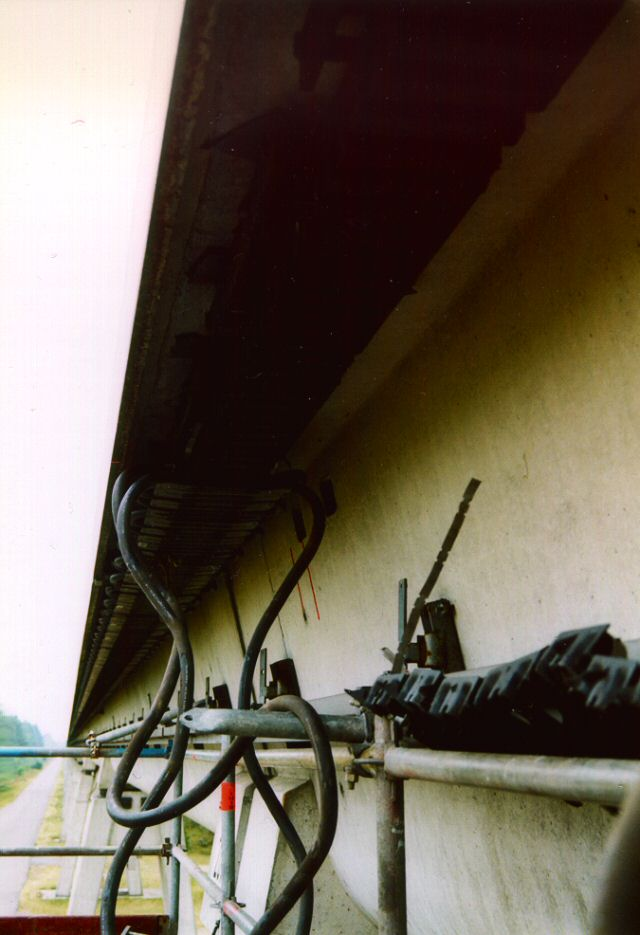
Motorwicklung und Tragwerk (hier auf der TVE-Strecke)

Jede Umrichterstation ist mit einer oder mehreren Umrichtergruppen ausgestattet. Über Streckenkabel und Abschnittsschalter können solche Gruppen selektiv auf einzelne Unterabschnitte (sog. „Motorabschnitte“) der Strecke geschaltet werden.

#### Stromversorgung des Fahrzeugs
Für die Energieversorgung im Fahrzeug wird hauptsächlich ein Lineargenerator verwendet. Ähnlich wie der Elektromotor des Fahrantriebs handelt es sich auch beim Lineargenerator um eine „aufgeschnittene“ und in die Länge gestreckte Variante eines gewöhnlichen rotierenden Generators. Dafür befinden sich gesonderte elektromagnetische Wicklungen im Fahrzeug.
Der Lineargenerator nutzt die fortlaufenden Änderungen der magnetischen Feldstärke, die durch die Fortbewegung des Fahrzeugs beim Überfahren der einzelnen Statorwicklungen verursacht werden, aus. Die Energieversorgung durch den Generator ist ab einer Mindestgeschwindigkeit von 100 km/h ausreichend effizient, um die Trag- und Führungsmagneten und die weiteren elektrischen Geräte im Fahrzeug zu versorgen. Der Generator muss hierfür eine Leistung von maximal 270 kW erzeugen können. Für kurze Unterbrechungen erfolgt die Versorgung aus fortwährend geladenen Bordbatterien. An Stellen, an denen betriebsbedingt langsamer als 100 km/h gefahren werden musste, etwa an Bahnhöfen, wurden die Fahrzeugsysteme bis 2006 noch über herkömmliche Stromschienen gespeist.
Ob eine durchgehende Stromschiene, ein Lineargenerator oder beide Elemente zur Stromversorgung vorgesehen werden, war vom Konzept und Betriebsprogramm der Strecke abhängig. Inzwischen ist das IPS-System (Inductive Power Supply) entwickelt worden, das es erlaubt, die benötigte Energie berührungslos durch entsprechende Hochfrequenzeinspeisung in den Fahrweg und über einen transformatorischen Effekt in das Fahrzeug einzuspeisen. Stromschienen sind daher nicht mehr notwendig. Auch bei Verwendung des IPS-Systems dienen Lineargeneratoren zur Wandlung von kinetischer Energie in elektrische Energie für die Stromversorgung der Wirbelstrombremse und der Schwebefunktion bei Stromausfall der Strecke. Bei Geschwindigkeiten unter 100 km/h übernehmen Batterien die Notstromversorgung.
Im Unterschied zu herkömmlichen Antrieben wird die für den Antrieb erforderliche Energie nicht im Fahrzeug benötigt, sondern im Linearmotor des Fahrwegs. Für die Versorgung des Fahrzeuges selbst sind deswegen vergleichsweise kleine Energiemengen erforderlich (für Beleuchtung, Klimatisierung, Überwachung).

#### Betriebsleittechnik

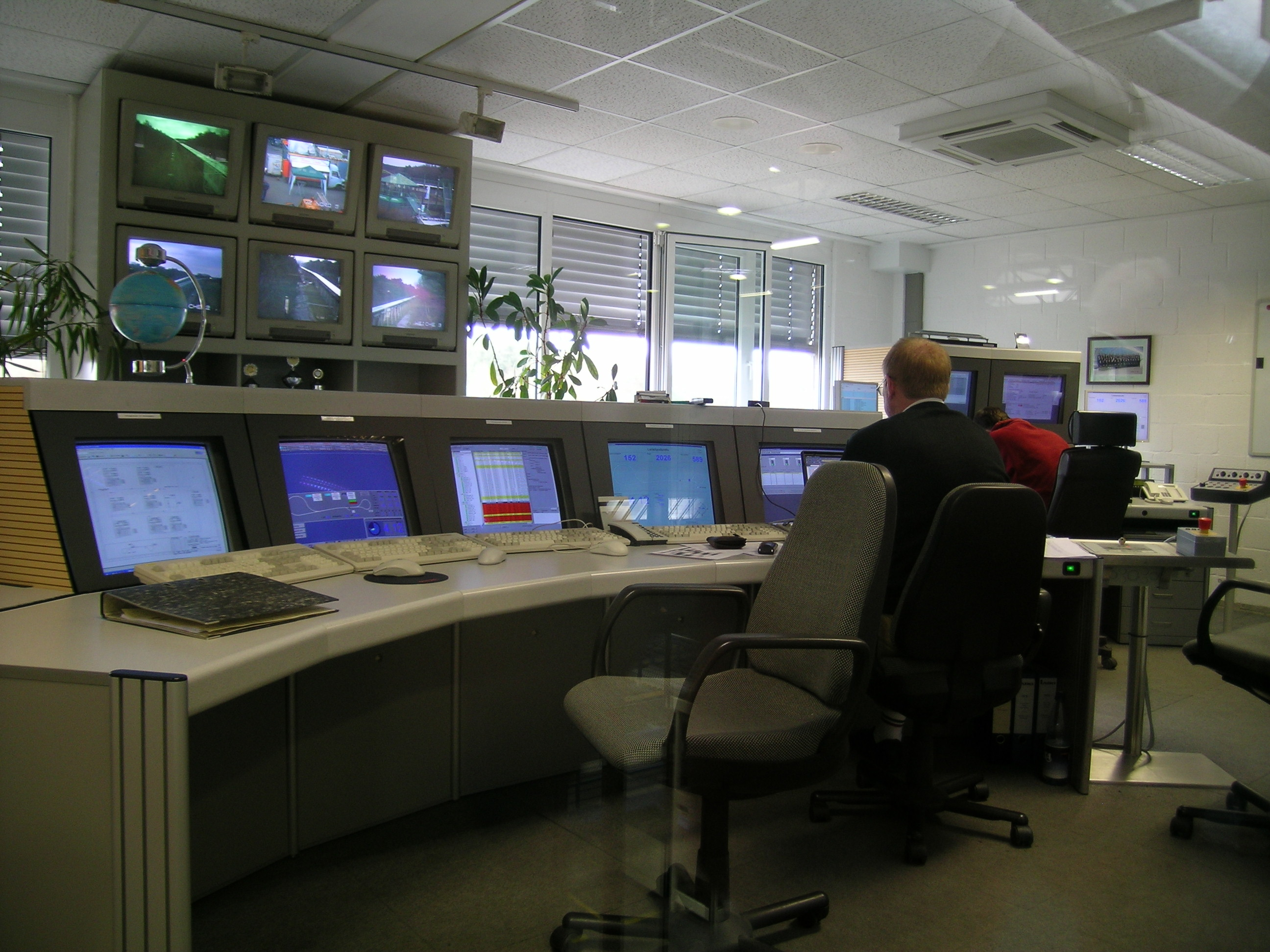
Leitzentrale der Transrapid-Teststrecke in Lathen

Das Fahrzeug und der Linearmotor der Strecke werden ab Technikstand Transrapid 09 über redundant ausgelegte Funkverbindungen und ein Ortungssystem aus einer Leitzentrale ferngesteuert. Kameras im Fahrzeug und in Fahrtrichtung dienen der Bildübertragung in die Leitzentrale. Die Steuerung erfolgt offenkundig durch Computer auf Grund vorgegebener Fahrprofile und Szenarien und wird durch Personal überwacht. Im Fahrzeug sind lediglich Zugbegleiter anwesend.

### Leistung
Der Transrapid besitzt gegenüber gewöhnlichen Adhäsions-Hochgeschwindigkeitszügen wie beispielsweise dem ICE bei den Leistungsdaten Geschwindigkeit, Beschleunigung und Bremsweg Vorteile.
Geschwindigkeit
Mit Systemgeschwindigkeit ist die mit dem jeweiligen Entwicklungszweig der Technologie maximal erzielbare Geschwindigkeit gemeint. Der Wert wird hier mit 550 km/h angegeben. Mit Auslegungsgeschwindigkeit ist die auf eine konkret geplante oder gebaute Strecke bezogene fahrbare Höchstgeschwindigkeit gemeint. Für die Transrapidstrecke in München wurden 505 km/h angegeben. Mit Betriebsgeschwindigkeit ist die Höchstgeschwindigkeit im alltäglichen Linienverkehr gemeint. Wirtschaftlichkeitsüberlegungen wie der Energieverbrauch und die Trassierungsparameter sind dafür maßgeblich, was ebenso für das Rad/Schiene-System gilt. Auf kurzen Strecken spielt zudem der notwendige Bremsweg eine Rolle. Als Reisegeschwindigkeit wird die auf eine bestimmte Reisestrecke bezogene durchschnittliche Geschwindigkeit, der Quotient aus Fahrstrecke und Fahrzeit, bezeichnet. Da ein Fahrzeug beschleunigen und bremsen muss, ist diese immer kleiner als die Betriebsgeschwindigkeit.
Auf der gebauten Transrapidstrecke in Shanghai wurden im Testbetrieb 501,5 km/h erreicht. Die Betriebsgeschwindigkeit im Linienverkehr beträgt 430/431 km/h, die auf der kurzen Strecke für ca. 50 s gefahren wird.
Der Betrieb mit Hochgeschwindigkeiten erfordert geeignete streckenbauliche Voraussetzungen. Die minimal befahrbaren Kurvenradien werden für Tempo 300 km/h mit 1937 m und für Tempo 500 km/h mit 5382 m angegeben. Die ehemals geplante kurze Strecke in München zeigte, dass es zahlreiche Stellen gibt, an denen man zugunsten des Landschaftsschutzes mit engen Kurvenradien und Bündelung mit vorhandenen Verkehrswegen auf eine Hochgeschwindigkeitsauslegung verzichten müsste.
Beschleunigung
Der Transrapid ist in der Lage, innerhalb von 60 s aus dem Stand auf 200 km/h sowie in weiteren 60 s von 200 km/h auf 400 km/h zu beschleunigen. Für eine Beschleunigung auf 300 km/h benötigt er rund vier Kilometer (auf der Strecke in Shanghai 4,2 km). Der ICE 3 benötigt in der Ebene 324 s und eine Strecke von rund 18 km für eine Beschleunigung von 0 auf 300 km/h.
Beim Rad-Schiene-System wird von Fahrzeugherstellern oft nur die maximal erreichbare Beschleunigung angegeben, die jedoch nur in der Anfahrtphase erreicht wird. (Beim Anfahren ist die spürbare Beschleunigung für den Fahrgast am größten). Beim Transrapid beträgt diese maximal 1,3 m/s² und kann lange aufrechterhalten bleiben. Beim Rad-Schiene-System sinkt diese mit zunehmender Geschwindigkeit immer weiter ab, da Zugkräfte linear mit der Geschwindigkeit abnehmen (Leistungshyperbel P=F*v). Ist die Beschleunigung auf Null abgesunken, ist die maximal mögliche Höchstgeschwindigkeit erreicht. Interessanter ist die mittlere Beschleunigung, um eine bestimmte Geschwindigkeit zu erreichen. Hier zeigt sich ein großer Vorteil des Transrapid gegenüber dem ICE 3, da ersterer seine Beschleunigung viel länger aufrechterhalten kann: Ein ICE (Halbzug) hat bei 150 km/h eine Restbeschleunigung von 0,54 m/s², die bei 300 km/h bis auf 0,34 m/s² abfällt, während der Transrapid (fünf Sektionen) bei 300 km/h noch eine Restbeschleunigung von 0,90 m/s² aufweisen kann. Selbst beim Durchschreiten der 500-km/h-Grenze beträgt die Restbeschleunigung noch 0,66 m/s². Dies erklärt, weshalb der Transrapid hohe Geschwindigkeiten bereits nach einer kurzen Entfernung erreichen kann.
Bremsweg
Die Länge des Bremsweges richtet sich bei Bahnsystemen primär nach dem Wohlergehen der Fahrgäste, d. h. Verzögerungen werden so ausgelegt, dass sie von Fahrgästen als komfortabel empfunden werden. Hierbei gibt es definierte Grenzwerte für Bremsverzögerung (1,3 m/s²) und Bremsruck. Beide Grenzwerte sollen vermeiden, dass stehende Passagiere umgeworfen werden und das Gepäck durch die Kabine fliegt. Ein theoretischer Vorteil des Transrapid ist hier ohne Nutzen.

#### Steigungen, Gefälle
Mit dem Entwicklungsstand der Technik kann der Transrapid Längsneigungen von 10 % bewältigen im Vergleich zu 4 % beim ICE 3. Diese ermöglicht eine flexiblere Trassenplanung bei hügeligem Gelände. Im Innenstadtbereich ist eine flexiblere Trassenplanung durch vergleichsweise kurze Rampen für den Wechsel zwischen unterirdischer, ebenerdiger und aufgeständerter Fahrbahnführung ein Vorteil des Transrapid.
Die Bremssysteme des Transrapid funktionieren nur bei Bewegung des Fahrzeugs; ein Anhalten an Strecken mit Längsneigung ist im Schwebezustand deswegen nicht möglich. Auch das vorgesehene Bremssystem bei Stillstand durch Absetzung auf Kufen ist für Strecken mit Längsneigungen nur bedingt geeignet. Der Transrapid kann insofern an größeren Steigungen oder Gefällen bei schlechten Witterungsbedingungen nicht anhalten. Für den Fall von Störungen des Antriebs an einer Steigung ist ein Zurückschweben zum nächsten ebenen Haltepunkt vorgesehen. Der sichere, minimale Abstand von Zügen auf gleicher Trasse verlängert sich bei Strecken mit längeren Steigungen durch diesen einzukalkulierenden Vorgang, was die Kapazität der Trasse reduziert.

#### Gütertauglichkeit
Vorhandene Transrapidstrecken sind mit einer gesonderten Cargo-Variante des Transrapid auch für den Güterverkehr verwendbar. Dieses Freightrapid genannte Konzept wurde erstmals 2007 in den Vereinigten Staaten präsentiert. In der Konfiguration aus 20 Sektionen könnte das bis zu 180 km/h schnelle Fahrzeug 1.226 Tonnen Fracht (78 TEU) befördern, wobei gemäß einer Systemstudie von ThyssenKrupp-Transrapid eine Endsektion je 61 Tonnen, eine Mittelsektion je 46 Tonnen tragen würde. Zuvor waren mit dem Transrapid 07 erste Überlegungen zu einer Variante für den Gütertransport aufgestellt worden, bei der eine Sektion 15 bis 17 Tonnen Fracht befördern sollte. Leistung und Beschleunigung des Fahrzeugs werden durch die Zuladung aufgrund des Antriebs im Fahrweg nicht beeinflusst.

#### Verschleiß
Beim Transrapid-System berühren sich Fahrzeug und Fahrweg während der Fahrt nicht. Daher sind mechanische Verschleißvorgänge im direkten Kontakt, wie sie Räder mit Schienen haben, ausgeschlossen. Allerdings wirken das Fahrzeuggewicht und die dynamische Beschleunigung auf den Fahrweg und die Statoranlage. Die Kräfte werden dabei nicht auf kleine Punkte, sondern großflächig über die Schwebegestelle entlang der Transrapid-Sektionen übertragen.
Wegen der regulären Alterungserscheinungen von Betonbauwerken müssen an Tunneln und aufgeständerten Trassen (Brücken) im Abstand von mehreren Jahrzehnten Kontrollen vorgenommen werden. Dennoch kann ein Transrapid-Fahrweg 80 bis 100 Jahre ohne größere Reparaturen erhalten werden.
Der Transrapid benötigt keine Radreifen, Drehgestelle, Getriebe, Antriebsrotoren oder Antriebswellen. Daher sind die Wartung und der Austausch solcher Teile nicht erforderlich. Die hohe mögliche Betriebsgeschwindigkeit und die reduzierten Wartungszeiten an den Transrapidfahrzeugen ermöglichen eine hohe jährliche Kilometerleistung. Allerdings hat es sich bei den bisherigen Transrapidplanungen mit dem Bau nur einer Strecke zwischen zwei Orten als Problem erwiesen, diese mögliche Fahrleistung durch eine ausreichende Fahrgastanzahl auszulasten. Beim aufgegebenen Projekt Flughafenzubringer München wurde das geplante Nutzungsverhältnis der Fahrzeuge auf der Kurzstrecke von 50 % Standzeiten zu 50 % Fahrzeiten als ökonomisch unvertretbar kritisiert, da die mögliche Fahrleistung der Fahrzeuge bei solchen Einsatzplanungen bei weitem nicht ausgeschöpft wird und Vorteile der Technologie nicht genutzt werden.

#### Netzwerkfähigkeit, Kompatibilität und Verfügbarkeit
Fahrweg und Fahrzeug des Transrapid sind genau füreinander entwickelt und bilden ein einheitliches System des Herstellerkonsortiums. Technisch kompatible Fahrzeuge anderer Hersteller sind in China bereits entwickelt worden, diese befinden sich jedoch noch in Erprobungsphasen auf eigenen Teststrecken.

#### Fahrplantreue
Die vollautomatische Steuerung der Transrapidfahrzeuge und die hohe Verfügbarkeit der Fahrzeuge wegen der stark reduzierten Anzahl von Verschleißteilen ermöglichen eine mit anderen Systemen nicht erreichbare hohe Fahrplantreue. Im Hochgeschwindigkeitsverkehr bis ca. 1000 km Distanz soll der Transrapid bei Reisezeit und Pünktlichkeit im Vorteil sein. Die Transrapidstrecke in Shanghai bestätigt diesen Vorteil aufgrund ihrer Pünktlichkeit von über 99,89 % (Stand: Ende 2023) und einer Verfügbarkeit von 99,94 %.

### Umwelt und Ressourcenverbrauch

#### Energieverbrauch
Nach Angaben des Herstellers sei im Fernverkehr der Energieverbrauch des ICE bei vergleichbarer Geschwindigkeit um 30 % höher als der des Transrapid. Der Energieverbrauch im Kurzstreckenflugverkehr bei nicht vergleichbarer Geschwindigkeit sei 400 % höher.
Das Wuppertal Institut für Klima, Umwelt, Energie kommt in einer Studie aus dem Jahre 1997 zum Ergebnis, dass der Transrapid unter dem Aspekt der Ressourcenproduktivität dem ICE ökologisch vorzuziehen ist, sofern man ihn deutlich unter 400 km/h betreibt. Nach dieser Studie entspricht das Benzinäquivalent des Energieverbrauchs des Transrapid bei 250 km/h 1,50 l je 100 Personenkilometer, bei 300 km/h 1,82 l und bei 450 km/h 3,16 l.
Ein Vergleich von ICE und Transrapid ist nach einer Studie von Rainer Schach und Kollegen nur möglich, wenn von der gleichen zurückgelegten Strecke (ohne Steigungen und Kurven) bei gleicher Geschwindigkeit ausgegangen wird. Der Energieverbrauch für einen Sitzplatz bei 1 km zurückgelegter Strecke und 300 km/h (maximal zulässige Geschwindigkeit des ICE 3) beträgt für einen ICE-3-Halbzug 44,4 Wh/Pkm. Dagegen benötige ein fünfteiliger TR08 nur 28,1 Wh/Pkm. In dieser Rechnung spielt die Auslastung keine Rolle, da nur der Energieverbrauch, nicht aber seine Betriebskosten/Einnahmen beurteilt werden. Die Werte gelten für die Energieversorgung ab Unterwerk. Der Energieverbrauch ist bei dieser Betrachtung bei gleicher Geschwindigkeit beim Transrapid um etwa ein Drittel niedriger als beim ICE 3.
Schon bei der Diskussion der Planungsunterlagen für die Transrapidstrecke Hamburg–Berlin hatte der Wissenschaftliche Beirat des Verkehrsministeriums unrealistische Angaben kritisiert:

„Bei Herstellung korrekter Vergleichsbedingungen (Anordnung und Anzahl der Sitzplätze, technische Ausführung der Innenausstattung, Verzicht auf Speisewagen) vermindert sich allerdings der energiewirtschaftliche Vorteil der Magnetbahn gegenüber dem ICE. Bei Geschwindigkeiten oberhalb von 300 km/h ist allein der von Querschnittsfläche und Zugform abhängige Luftwiderstand maßgebend. Auch muss berücksichtigt werden, dass Systemwechsel und die notwendigen Anbindungsverkehre zusätzlichen Energieaufwand erfordern.“

Der Energiebedarf für das Schweben ist allein von der Fahrzeugmasse und der Zeit abhängig. Bei geringen Geschwindigkeiten hat er deswegen einen größeren Anteil am Energieverbrauch je Fahrzeugkilometer. Als Leistungsbedarf werden 1,0 kW je Tonne publiziert. Diese Annahme lässt ableiten, dass ein 5-Sektionen Fahrzeug für den Schwebezustand 494 kW aufwenden muss. Bei einer Geschwindigkeit von 500 km/h entspricht dies jedoch nur 4 % des gesamten Energiebedarfs.
Beim Betrieb des Transrapid auf der geplanten Strecke in München wäre für einen nicht genauer genannten Zeitraum von „einigen Sekunden“ eine Leistung von bis zu 35 MW notwendig gewesen. Offenkundig sollte durch die automatische Steuerung der Züge erreicht werden, dass die Leistungsspitzen nicht bei mehreren Zügen im Bereich eines Unterwerks gleichzeitig entstehen.
Der relevante Verbrauch je Personenkilometer hängt wesentlich von der Auslastung der Sitzplätze ab; Rechnungen mit Vollauslastung sind insofern irreführend, da diese von keinem Verkehrsmittel im Liniendienst erreicht werden. Die momentane mittlere Sitzplatzauslastung der ICEs soll unter 50 % liegen. Die Frage des CO2-Ausstoßes je Personenkilometer hängt davon ab, aus welcher Primärenergie der je Personenkilometer benötigte Strom gewonnen wird.

#### Flächenverbrauch
Ein aufgeständerter Fahrweg, wie in Shanghai errichtet, erlaubt den freien Durchlass jedes Querverkehrs, ohne dass zusätzliche Kreuzungsbauwerke benötigt werden. Ein weiterer Vorteil sind die verglichen mit herkömmlichen Schienenwegen kleineren notwendigen biotopischen Ausgleichsflächen. Aufgeständerte Fahrbahnen stoßen allerdings häufig auf Akzeptanzprobleme, da viele Menschen das als Landschaftsverschandelung empfinden. Beim aufgegebenen Projekt Transrapid München war eine solche Bauweise weder Politikern noch den Einwohnern von München zu vermitteln. Aus diesem Grund wird bei Monorails auf einen schlanken Fahrweg geachtet. Die Breite des Fahrwegs beträgt beim Transrapid 2,8 m.
Die Kurvenradien des Transrapid bei geringeren Geschwindigkeiten erlauben eine Bündelung mit vorhandenen Verkehrswegen wie Autobahnen, womit eine Zerschneidung und Entwertung weiterer ökologisch wertvoller Flächen beim Bau neuer Verkehrswege vermieden werden kann. Beim Transrapid München war auf einem Streckenanteil eine ebenerdige Transrapidtrasse parallel zur Autobahn geplant.
Da bei Zugbegegnungen auf zweigleisigen Abschnitten der Staudruck des entgegenkommenden Fahrzeuges eine Kraft auf die Fahrgastzelle bewirkt, benötigt man bei allen Schienenverkehrsmitteln einen Mindestabstand beider Trassen. Dieser sogenannte Spurmittenabstand beträgt beim Transrapid bei Geschwindigkeiten bis 300 km/h 4,4 Meter und verbreitert sich bis auf 5,1 Meter bei Fahrgeschwindigkeiten um 500 km/h.
Klassische Bahndämme haben zahlreiche negative Umweltfolgen. Ein Teil des Streckennetzes der Bahn wird zudem mit Herbiziden behandelt (2006: 47 % der Gleiskilometer). Flächen entlang bzw. auch unter einer aufgeständerten Transrapidlinie können nach Angaben des Herstellers landwirtschaftlich genutzt werden, da keine Emissionen durch abtropfendes Öl oder Abrieb verursacht werden. Allerdings dürfen dabei allfällige Abtropfemissionen durch bei der Enteisung oder Reinigung des Fahrbahnbauwerks eingesetzte Chemikalien nicht unterschlagen werden. Der Flächenverbrauch bei der Betrachtung der Einschränkung des Lebensraumes geräuschempfindlicher Tierarten ist wie auch bei anderen Verkehrsmitteln höher als der Bedarf für die eigentliche Trasse. Der statische Druck der bewegten Fahrzeugmasse auf die Trasse überträgt zudem Schwingungen in den Boden, die nach Herstellerangaben in 50 m Entfernung nicht mehr wahrnehmbar sind. Die Nutzungsqualität des Korridors entlang der Trasse bleibt auch hier für Mensch und Tier nicht unbeeinträchtigt.
Eine Umweltbewertung erfordert eine konkrete Streckenplanung und Vergleiche. Wenn Rad-Schiene-Fahrwege nicht überflüssig werden, sondern für den Güterverkehr und Regionalverkehr weiter notwendig sind, ist eine Transrapidstrecke immer ein zusätzlicher Flächenverbrauch allein für den Personenschnellverkehr.

Transrapid-Versuchsstrecke im Emsland
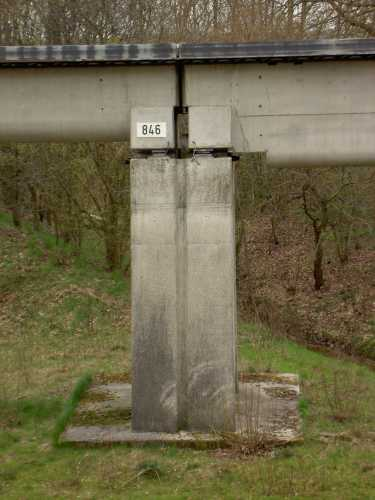
Eine Beton-Stütze der Transrapid-Trasse in der Seitenansicht
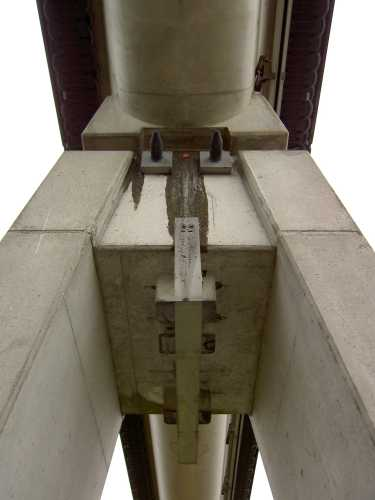
Betonstütze von unten
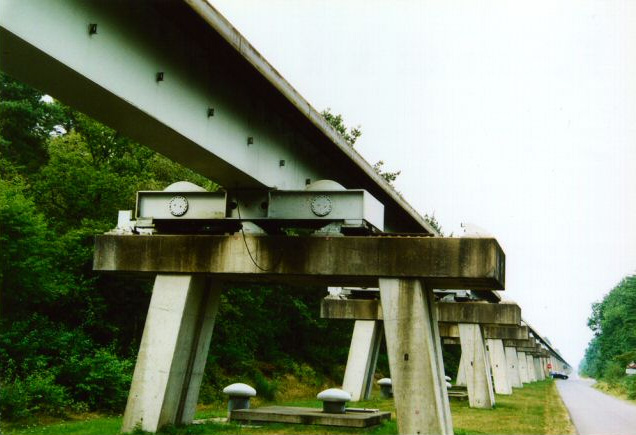
Weichenanlage und anschließender Streckenverlauf
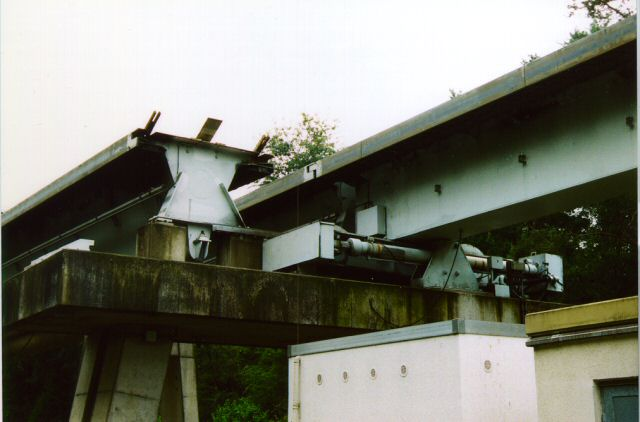
Weichenanlage in Richtung Streckenabzweig
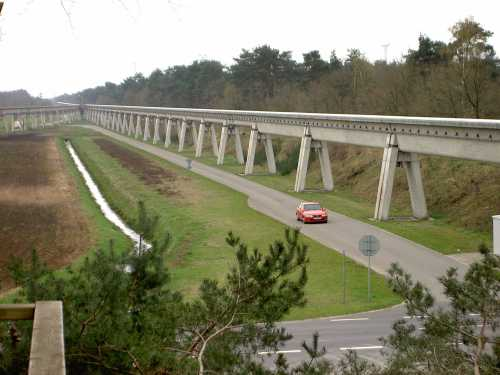
Nördliche Kurve
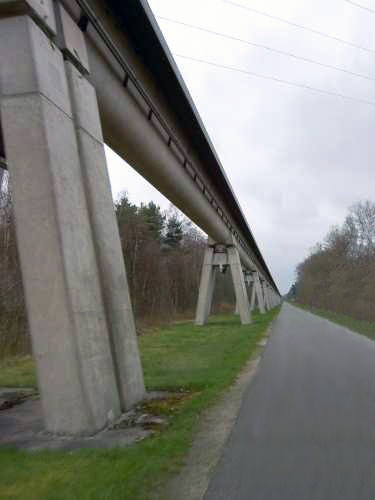
Trasse des Transrapid im Emsland mit begleitender Straße

#### Schallemissionen
Das Transrapid-System erzeugt keine Rollgeräusche und keinen Körperschall. Schall entsteht jedoch bei hohen Fahrgeschwindigkeiten in Form von Windgeräuschen. Dabei werden etwa bei 470 km/h im Abstand von 25 Metern im Vorbeifahren Schalldruckpegel-Werte von 89 dB[A] erreicht, bei 300 km/h im gleichen Abstand 80 dB[A]. Der Schall ist von der Bauart der verwendeten Träger abhängig. Im Vergleich erzeugt ein ICE 3 bei einer Geschwindigkeit von 300 km/h Schalldruckpegel (je nach Gleisqualität) zwischen 81,8 und 96,8 dB[A]. Der Transrapid erzeugt also erst bei Tempo 500 ähnliche Schallemissionen, die der ICE auf durchschnittlicher Trasse bereits bei 300 km/h abgibt, nämlich ca. 90–91 dB[A]. Im Bereich niedriger Geschwindigkeiten überwiegen Rollgeräusche; der geringe Geräuschpegel des Transrapid ist ein strategischer Vorteil bei der Planung von Strecken durch bestehende Bebauungen. Durch Vibrationen und Schwingungen können – wie bei anderen Fahrzeugen auch – in allen Geschwindigkeitsbereichen indirekte Schallemissionen entstehen.

#### Magnetfeldemissionen
Die magnetische Flussdichte im Inneren der Fahrzeuge ist nach Angaben des Herstellers 100 µT. Elektrische Geräte werden nach Angaben des Herstellers in keiner Weise in ihrer Funktion beeinträchtigt; der Transrapid ist für die Benutzung durch Personen mit Herzschrittmacher zugelassen. Auch das Magnetfeld entlang der Strecke soll gering sein. Ungeachtet dessen befürchten viele Anlieger der Strecke in Shanghai gesundheitliche Beeinträchtigungen durch Magnetfelder. Kritiker bemängeln die fehlende Publikation von Messungen.

### Sicherheit
Die bauliche Sicherheit ist bei Einschienenbahnen des Typs Transrapid allgemein höher als bei konventionellen Rad-Schiene-Systemen. Die Gefahr einer Entgleisung ist bei der Konstruktion einer Umgreifung des Fahrweges nicht gegeben. Langsam eintretende Veränderungen (wie das Absacken von Stützpfeilern) werden beim Transrapid durch laufende Streckenvermessungen registriert. Zusammenstöße zwischen fahrenden Magnetschwebezügen im selben Segment sind aufgrund des Antriebsprinzips nicht möglich. Erhebliche Schäden durch Anschläge, liegengebliebene Gegenstände oder Fahrzeuge sind bei aufgeständerter Bauweise weitestgehend auszuschließen. Die Wartungsfahrzeuge sollten aufgrund eines durch GPS und Richtfunk unterstützten Sicherungssystems nicht auf die Strecke, während sich der Transrapid auf dieser befindet. Genau so soll ein Transrapid nicht auf die Strecke, während sich Wartungsfahrzeuge auf der Strecke befinden. Es sei denn, das Sicherungssystem ist nicht funktionstüchtig (siehe: Transrapidunfall von Lathen).
Transrapid-Weichen sollen sicherer und schneller zu befahren sein als Weichen bei Rad-Schiene-Systemen. Bei einer Richtungsumstellung muss aber zwingend der gesamte Fahrweg gebogen werden, was längere Umstellzeiten und Taktvorgaben bedeutet.
Sicherheitsrelevante Systeme sind beim Transrapid redundant ausgelegt. Der Transrapid verfügt über zwei voneinander unabhängige Bremssysteme. Der Langstatormotor fungiert als Generatorbremse, das Fahrzeug ist (ab dem Modell Transrapid 07) mit einer Wirbelstrombremse ausgestattet. Bei Ausfall beider Bremssysteme, nach Angaben des Herstellers ein unwahrscheinlicher Fall, würde laut den Verkehrsökonomen Vieregg und Rössler, das Fahrzeug im Schwebezustand aus 350 km/h nach ca. 34 km zum Stillstand kommen. Beide Bremssysteme sind darüber hinaus nach Meinung von Kritikern nicht Fail-Safe; das bedeutet, dass bei einer Störung nicht automatisch ein Bremsvorgang eingeleitet wird.
Bei einem Totalausfall des Systems kommt der Transrapid auf Kufen mechanisch zum Stillstand. Transrapid-Fahrzeuge sind mit „Rettungsschläuchen“ ausgestattet, um es in solchen Situationen den Insassen zu ermöglichen, von dem auf einer aufgeständerten Trasse stehenden Zug zum Erdboden herabzurutschen.
Bei einem Stromausfall des Fahrweges werden nach Angaben des Herstellers alle für das Schweben notwendigen Geräte durch die Fahrzeugbatterien versorgt, wodurch das Fahrzeug mit dem Fahrschwung zum nächsten Nothaltepunkt schweben kann. Bei Zulassungstests für den Transrapid Shanghai im Jahre 2003 wurden bei zwei Fahrten (Gesamtlänge ca. 55 km) ein Schwebegestell samt Kufen (zwei pro Gestell) über die gesamte Strecke gleitend mitgeführt, um einen Ausfall der Tragmagnete zu simulieren. Die Temperaturen der aus Kohlenstofffaser-Verbundwerkstoff bestehenden Gleitbeläge lagen bei allen Fahrten im prognostizierten Bereich von unter 500 °C, der Gesamtabrieb betrug 0,5 mm.
Wesentlicher Bestandteil der Sicherheit ist ein sicheres Betriebskonzept. Durch die automatische Steuerung von Transrapidfahrzeugen ist die Einhaltung von Vorschriften wie Höchstgeschwindigkeiten an bestimmten Abschnitten frei vom Risiko menschlichen Versagens. Die durch solche Techniken neu entstehenden Risiken werden hinsichtlich deren Einschätzung kontrovers als geringer als die ersetzten Risiken beurteilt.
Fahrzeuge wie der Transrapid, bei denen eine Masse von ca. 200 t auf über 400 km/h mit dem Resultat einer hohen kinetischen Energie beschleunigt wird, die dem System nur auf Bremswegen in der Größenordnung von 5 km entzogen werden kann, behalten unabänderliche Restrisiken. Solche Risiken gibt es auch bei anderen Verkehrsmitteln und sind deren Benutzern meist bewusst. Die Qualifizierung von spezifischen Risiken des Transrapidbetriebs in Sicherheitsstudien als selten, unwahrscheinlich oder undenkbar basiert notwendigerweise auf Annahmen und kann kaum auf empirisch gewonnene Erkenntnisse gestützt werden. Zitat aus einem Sicherheitskonzept: „Beim Vergleich von Risiken ist zu berücksichtigen, dass für ein neues System wie der MSB nur eine Prognose und eine begrenzte Betriebserfahrung vorliegt.“

### Technische Daten
| Kenngröße                                           | Transrapid 07 (2 Sektionen)       | Transrapid 08 (3 Sektionen)       | Transrapid 09 (3 Sektionen)       |
| --------------------------------------------------- | --------------------------------- | --------------------------------- | --------------------------------- |
| Baujahr ab                                          | 1988                              | 1999                              | 2007                              |
| Trassierungsparameter                               | Technikstand 07                   | Technikstand 08                   | Technikstand 09                   |
| Länge                                               | 51,70 m                           | 79,20 m                           | 75,80 m                           |
| Breite                                              | 3,70 m                            | 3,70 m                            | 3,70 m                            |
| Höhe                                                | 4,00 m                            | 4,20 m                            | 4,25 m                            |
| Leermasse                                           | 92 t                              | 149,5 t                           | 169,6 t                           |
| Nutzlast                                            | 18 t                              | 27,9 t                            | 40,4 t                            |
| Sitzplätze                                          | 192                               | 310                               | 148 oder 156                      |
| Stehplätze                                          | nein                              |                                   | 296 oder 328                      |
| Auslegungsgeschwindigkeit                           | 500 km/h                          | 550 km/h                          | 505 km/h                          |
| Höchstgeschwindigkeit                               | 450 km/h                          | 501,5 km/h                        | 400 km/h                          |
| Betriebsgeschwindigkeit                             |                                   | 430 km/h                          | 350 km/h                          |
| Anzahl Tragmagnete                                  | 15 je Sektion                     |                                   |                                   |
| Tragspalt                                           | 10 mm                             | 10 mm                             | 10 mm                             |
| Anzahl Führmagnete                                  | 12 je Sektion                     |                                   |                                   |
| Seitenführspalt                                     | 9 mm                              |                                   |                                   |
| Inductive Power Supply                              | nein                              | nein                              | ja                                |
| fahrerloser Betrieb                                 | nein                              | ja (seit 2005)                    | ja                                |
| Anlage                                              | Transrapid-Versuchsanlage Emsland | Transrapid-Versuchsanlage Emsland | Transrapid-Versuchsanlage Emsland |
| Motor im Fahrweg                                    | Langstator-Synchron-Linearmotor   | Langstator-Synchron-Linearmotor   | Langstator-Synchron-Linearmotor   |
| Segmente                                            | 58                                |                                   |                                   |
| Segmentlänge                                        | 300…2080 m                        |                                   |                                   |
| max. Vortriebskraft                                 | 90 kN                             |                                   |                                   |
| Leistungsbedarf bei 400 km/h                        | 6,0 MW                            |                                   |                                   |
| Wirkungsgrad                                        | 85 %                              |                                   |                                   |
| Fahrzeugbeschleunigung                              | 0,85 m/s²                         |                                   |                                   |
| Fahrzeugverzögerung                                 | 1,2 m/s²                          |                                   |                                   |
| Spurweite                                           | 2,80 m                            | 2,80 m                            | 2,80 m                            |
| max. Fahrbahnquerneigung                            |                                   | 12° (21,2 %)                      |                                   |
| max. Fahrbahnlängsneigung                           |                                   | 5,7° (10 %)                       |                                   |
| Beschleunigung (Zeit/Weg) aus dem Stand auf         |                                   |                                   |                                   |
| 100 km/h                                            |                                   | 034 s / 00500 m                   |                                   |
| 200 km/h                                            |                                   | 062 s / 01730 m                   |                                   |
| 300 km/h                                            |                                   | 098 s / 04300 m                   |                                   |
| 400 km/h                                            |                                   | 156 s / 10000 m                   |                                   |
| 500 km/h                                            |                                   | 266 s / 23300 m                   |                                   |
| Bremsweg (Zeit/Weg) aus                             |                                   |                                   |                                   |
| 100 km/h                                            |                                   |                                   |                                   |
| 200 km/h                                            |                                   | 058 s / 01576 m                   |                                   |
| 300 km/h                                            |                                   | 087 s / 03600 m                   |                                   |
| 400 km/h                                            |                                   |                                   |                                   |
| 500 km/h                                            |                                   | 147 s / 10475 m                   |                                   |
| minimaler Kurvenradius bei                          |                                   |                                   |                                   |
| Langsamfahrt                                        |                                   | 00350 m                           | 00270 m                           |
| 200 km/h                                            |                                   | 00855 m                           |                                   |
| 300 km/h                                            |                                   | 01937 m                           |                                   |
| 400 km/h                                            |                                   | 03415 m                           |                                   |
| 500 km/h                                            |                                   | 05382 m                           |                                   |
| 550 km/h                                            |                                   | 06455 m                           |                                   |
| minimaler Kuppenradius bei                          |                                   |                                   |                                   |
| 300 km/h                                            |                                   | 22 km                             |                                   |
| 450 km/h                                            |                                   | 50 km                             |                                   |
| minimale Tunnelquerschnitts-Fläche (Doppelspur) bei |                                   |                                   |                                   |
| 250 km/h                                            |                                   | 070 m²                            |                                   |
| 400 km/h                                            |                                   | 180 m²                            |                                   |
| 450 km/h                                            |                                   | 225 m²                            |                                   |

Der Transrapid 09 wurde am 23. März 2007 der Öffentlichkeit vorgestellt. Er ermöglicht einen vollautonomen Betrieb. Neu hinzugekommen ist die berührungslose Energieübertragung über das IPS-System (Inductive Power Supply). IPS arbeitet auch im Geschwindigkeitsbereich unter 100 km/h, weshalb die für frühere Technikstände erforderlichen Stromschienen und Stromabnehmer für Langsamfahrabschnitte nicht länger notwendig sind. Die berührungslose Stromversorgung des Fahrzeugs durch Umwandlung kinetischer Energie mit Lineargeneratoren erfordert höhere Geschwindigkeiten. Die geplante Betriebsgeschwindigkeit beim Einsatz in München war 350 km/h. Je nach Auslegung mit oder ohne Gepäckraum und nach der Ausnutzung des Stehplatzbereichs kann das Fahrzeug zwischen 222 und 449 Fahrgäste aufnehmen.
Die Daten über minimale Kurvenradien, Kuppenradien, Beschleunigung und Verzögerung sind dem Begleitmaterial von Fachvorträgen entnommen. Es ist im Einzelfall unklar, auf welchen Technikstand sich die Angaben beziehen. Die unter Strecke gelistete Verzögerung ist sowohl eine Eigenschaft des Fahrzeuges als auch eine Eigenschaft der generatorischen Bremse der Strecke. Die Trassierungsparameter werden vom Hersteller – verglichen mit anderen Verkehrssystemen – als vorteilhaft bezeichnet, da diese eine flexible Anpassung an die Landschaft und die Bündelung mit vorhandenen Verkehrswegen ermöglichten. Allerdings stehen Trassierungsvorteile und Hochgeschwindigkeitsauslegung im Konflikt, da engere Kurvenradien zur Anpassung des Fahrwegs an die gegebene Trassentopologie geringere Betriebsgeschwindigkeiten erfordern.

### Wettbewerbssituation und Verkehrsmittelvergleich
Bei Machbarkeitsstudien steht der Transrapid auch im Wettbewerb mit anderen Verkehrssystemen. Bei dem aus Fahrweg und Fahrzeug bestehenden Gesamtsystem handelt es sich um eine teilweise durch Patente geschützte Lösung eines Herstellerkonsortiums. Zu einem bestehenden Transrapid-System können weder der Antrieb, der sich im Fahrweg befindet, noch das Fahrzeug gesondert und im Wettbewerb durch Ausschreibung beschafft werden, da keine konkurrierenden Anbieter auf dem Markt vorhanden sind. Die Betreiber einer vorhandenen Transrapid-Infrastruktur sind somit bei Beschaffungen und Erweiterungen dieses Systems stets vom Herstellerkonsortium abhängig. Die Errichtung einzelner, neuer Strecken selbst könnte hingegen jeweils für sich auch im Wettbewerb mit anderen, etwa Rad-Schiene-Technologien, ausgeschrieben werden.

#### Magnetbahnen
In Japan wird eine Hochgeschwindigkeits-Magnetschwebebahn mit der Bezeichnung JR-Maglev entwickelt. Eine momentan 43 km lange Teststrecke soll, künftig erweitert, als Chūō-Shinkansen über 286 km Tokio und Nagoya verbinden, später im Vollausbau auch Osaka mit anschließen. Ein nicht umgesetztes Stadtverbindungsnetz für die Schweiz, Swissmetro, sollte mit einem Magnetschwebebahn-System betrieben werden. Diese Bahn sollte vollständig unterirdisch in evakuierten Tunnelröhren mit reduziertem Luftwiderstand fahren. Eine Verlängerung oder ein Zusammenschluss der verschiedenen Systeme zu einem einheitlichen Netz ist ausgeschlossen, da alle drei Technologien untereinander nicht kompatibel sind. Das Projekt wurde wegen mangelnder Realisierungschancen jedoch bereits 2009 abgebrochen.
Daneben zeichnet sich ab, dass neuartige, auf dem passiven Schwebeeffekt beruhende Magnetschwebebahnsysteme im Betrieb deutlich energieeffizienter und damit wirtschaftlicher sein können als der Transrapid, der erhebliche Energie nur für den Schwebeeffekt aufwenden und zudem durch den vergrößerten Luftspalt auch deutlichere Vortriebsenergieverluste in Kauf nehmen muss.

#### Überregionaler Verkehr allgemein
| durchschnittliche Geschwindigkeit | Reisezeit für | Reisezeit für |
| durchschnittliche Geschwindigkeit | 100 km        | 500 km        |
| --------------------------------- | ------------- | ------------- |
| 150 km/h                          | 40 min        | 3:20 h        |
| 200 km/h                          | 30 min        | 2:30 h        |
| 250 km/h                          | 24 min        | 2:00 h        |
| 300 km/h                          | 20 min        | 1:40 h        |
| 350 km/h                          | 17:08 min     | 1:26 h        |
| 400 km/h                          | 15 min        | 1:15 h        |
| 450 km/h                          | 13:20 min     | 1:07 h        |
| 500 km/h                          | 12 min        | 1:00 h        |

Die Transrapidtechnik war insbesondere für den überregionalen Verkehr geplant worden. Ein Einsatz in diesem Bereich findet derzeit nicht statt.
Im Hinblick auf den überregionalen Verkehr weisen Anhänger des Systems auf seine Innovation und Modernität sowie auf eine nach ihrer Auffassung bestehende „Geschwindigkeitslücke“ zwischen Bahn und Flugzeug hin, die der Transrapid schließen könne. Das Transrapid-System ist mit einer zukünftigen theoretischen maximalen Betriebsgeschwindigkeit von bis zu 500 km/h (derzeit 432 km/h) zwischen klassischen Hochgeschwindigkeitszügen mit derzeit bis zu 320 km/h und dem Flugverkehr (720–990 km/h) angesiedelt. Als Gegenargument wird eine Verengung dieser Marktnische durch die weltweit zunehmend ausgebaute Hochgeschwindigkeitsinfrastruktur von Rad-Schiene-Systemen und das große Wachstum des Luftverkehrs angeführt.
Für die Reduzierung der Fahrzeit ist die Durchschnittsgeschwindigkeit und nicht die fahrbare Höchstgeschwindigkeit aussagekräftig. In einem dicht besiedelten Land wie Deutschland mit Haltestellenabständen unter 100 km wird der Effekt von Höchstgeschwindigkeiten auf die Reisezeit deutlich reduziert. Das Konzept der ICE Sprinter sah wegen dieses Problems Verbindungen ohne Zwischenhalte vor. Beim Transrapid fällt der negative Effekt kleiner Haltepunktabstände auf die Reisezeit wegen seiner höheren Beschleunigungsfähigkeit geringer aus als beim ICE. Aus dem Stand erreicht der ICE 300 km/h nach 18 km, der Transrapid bereits nach 4 km Fahrstrecke. Ferner steigt der Aufwand zur Erhöhung der Durchschnittsgeschwindigkeit durch Höchstgeschwindigkeiten wegen hoher notwendiger Investitionen in streckenbauliche Voraussetzungen und hohem Energiebedarf überproportional stark an. Gleichzeitig sinkt der reale Reisezeitgewinn bei Erhöhung der Durchschnittsgeschwindigkeit um einen bestimmten Betrag kontinuierlich (s. Tabelle). Der geringe Nutzen für den Fahrgast erschwert die Umlage der entstehenden Kosten auf den Fahrpreis. Oberhalb von 300 km/h entsteht für Bahnen ein zunehmend problematisches Verhältnis von Kosten zu Nutzen.
Durch eine Erhöhung des Anteils klimaneutraler Elektrizitätserzeugung könnte die ohnehin positive Ökobilanz von Hochgeschwindigkeitsbahnen gegenüber dem Kurzstrecken-Flugverkehr weiter verbessert werden. Neuere wissenschaftliche Untersuchungen stellen die Hypothese auf, dass Emissionen in den oberen Luftschichten eine dreifach höhere klimaschädliche Wirkung entfalten, als gleiche Emissionsmengen in Bodennähe. Während eine Verlagerung des Kurzstreckenflugverkehrs auf Hochgeschwindigkeitsbahnen deswegen als ökologisch wünschenswert gilt, verursachen die ökonomischen Bedingungen wie insbesondere die Mineralölsteuerbefreiung von Kerosin und die hohen Kosten für Bau und Unterhalt der Bahnstrecken einen gegenteiligen Effekt.
Der französische TGV benötigt für die 750 km lange Strecke von Marseille nach Paris eine Fahrzeit von drei Stunden. Je nach Anzahl an Zwischenhalten benötigt er zwischen 2:55 und 3:15 Stunden, bei Fahrpreisen zwischen 40 und 100 Euro für die einfache Strecke. Die mit dem Kurzstreckenflugverkehr vergleichbare Reisezeit von Stadtzentrum zu Stadtzentrum bei einer Durchschnittsgeschwindigkeit von 250 km/h und ein günstiger Fahrpreis führen zu einem erfolgreichen Wettbewerb. Der deutsche ICE benötigt auf der vergleichbaren Strecke von Hamburg nach München zwischen 5 und 6 Stunden. Für eine Substitution des Kurzstreckenflugverkehrs sind weder eine neue Bahntechnik noch Höchstgeschwindigkeiten zwingend erforderlich. Der TGV fährt auf der genannten Strecke ohne Halt mit Geschwindigkeiten zwischen 220 km/h und 320 km/h.
Das Bundesverkehrsministerium, welches später den Bau des Transrapid protegierte, war noch 1989 skeptisch. Vergleiche sollten die Überlegenheit des Schienen-Ausbaus gezeigt haben, da das Rad/Schiene-System im Gegensatz zum Transrapid europäische Dimensionen habe, Netzbildung ausweise, Mitbenutzung durch den Güterverkehr ermögliche sowie die Möglichkeit zur sofortigen Realisierung böte.

#### Konkurrenz zu Rad-Schiene-Systemen im Nahverkehr
Wegen der vergleichsweise hohen Kosten der geringen Anzahl von Haltepunkten bevorzugen Kritiker der Transrapidtechnik einen flächigen Ausbau der klassischen ÖPNV-Netze statt einzelner Transrapidlinien. Die Anhänger sprechen von einem Leuchtturmprojekt mit hoher Ausstrahlung und Sichtbarkeit an neuralgischen Punkten.
Für die Anbindung von Innenstädten waren oberirdisch geführte Transrapid-Zubringer trotz einiger Vorteile gegenüber anderen Verkehrsträgern (potentiell höhere Steigfähigkeit und engere Kurvenradien, geringere Lärmbelästigung, höhere Geschwindigkeit) bislang nicht durchzusetzen.
Ein Vergleich der resultierenden Reisegeschwindigkeit vor und nach der Einführung eines Transrapid ist fallspezifisch und von der Linienführung der Strecken und vom Modal Split, der je nach Start und Zielpunkt der Reisenden jeweils unterschiedlichen Abfolge der benutzten Verkehrsmittel abhängig. Sie ist deutlich geringer als die maximale Systemgeschwindigkeit.
So endet die größtenteils als Hochbahn ausgeführte Transrapid-Strecke in Shanghai im Vorstadtbereich. Beim weiteren Ausbau war geplant, Teile unterirdisch bzw. weiter entfernt von Wohngebieten auszuführen und die Innenstadt weiterhin nur begrenzt zu  tangieren. Bei der Münchener Streckenplanung wurde die ursprünglich geplante futuristisch wirkende Hochbahnarchitektur nicht akzeptiert und zu Gunsten einer unterirdischen Innenstadtanbindung fallen gelassen. Beim niederländischen Transrapidprojekt wäre wegen der Schwierigkeiten beim Tiefbau in der Randstad die Akzeptanz einer oberirdischen Streckenführung höher.
Lokale architektonische und planerische Fragen spielen auch bei der Auslegung und Gesamtkapazität eine Rolle, etwa bei der Zugänglichkeit und Dimensionierung von Bahnsteiglängen. Insgesamt ergab sich beispielsweise bei der Strecke zum Münchener Flughafen nicht ein technisch möglicher Maximalwert, sondern es wurde mit 8–10 Millionen Fahrgästen pro Jahr ein Fahrgastaufkommen angenommen, das mit dem Aufkommen innerstädtischer Straßenbahnlinien vergleichbar war.
Die hohe Beschleunigungsfähigkeit, die bei kleinen Geschwindigkeiten geringen Geräuschemissionen und die flexibleren Trassierungsmöglichkeiten sind die Hauptvorteile des Transrapid gegenüber Rad-/Schiene-Systemen im Nahverkehr. Mit dem Entwicklungsstand 2002 des als Fernverkehrssystem konzipierten Transrapid sind im Nahverkehr übliche kurze Zugabstände allerdings nicht realisierbar. Die Antriebstechnik des Transrapid erfordert beispielsweise, dass zwischen zwei Fahrzeugen mindestens ein freies Antriebssegment liegt. Das Sicherheitskonzept Stand 2002 sieht vor, dass der Transrapid nur an regulären Haltepunkten oder Nothaltepunkten zum Stehen kommt. Der nächste Haltepunkt muss stets frei sein, und kein Fahrzeug darf sich in diesem Abschnitt befinden. Da ein Antriebsabschnitt nur ein Fahrzeug steuern kann, kann anders als bei herkömmlichen Antrieben ein Haltepunkt nicht gleichzeitig von mehreren Fahrzeugen auf derselben Trasse angefahren werden, um dort hintereinander zu halten. Im Zusammenhang mit den Transrapidplanungen in Nordrhein-Westfalen, die das Problem der Zugabstände im Nahverkehr aufwarfen, wurden Weiterentwicklungen der Transrapidtechnologie für kurze Zugabstände als möglich erachtet. Angaben zu Entwicklungskosten und Mehrkosten von Streckenbau und Leittechnik bei Auslegung für kurze Zugabstände erfolgten nicht. Das Projekt Metrorapid sah Zugabstände von 10 Minuten vor, im Projekt München waren keine gleichzeitigen Zugbewegungen auf einer Strecke vorgesehen.
Das International Maglev Board sowie Hersteller von Magnetschwebebahnen sehen einen Vorteil gegenüber der Rad-Schiene-Technik darin, dass der Transrapid keine Feinstaubemissionen erzeugt. Da der Transrapid keinen Kontakt zur Fahrbahn hat, entstehe nicht wie bei der Rad/Schiene-Technik schädlicher (metallischer) Feinstaub, der gesundheitliche Schäden herbeiführen kann.

#### Marktentwicklung
Das Marktvolumen für Hochgeschwindigkeitszüge betrug 2005 etwa 100 Mrd. Euro. Das Segment wächst stark. Allein in China waren im Jahr 2007 etwa 25.000 km Strecke mit einem Bedarf von etwa 1000 Fahrzeugen in Planung. In Europa investieren Frankreich und Spanien erheblich in den Netzausbau von Hochgeschwindigkeitszügen, wie insbesondere auch in den Aus- und Neubau von Straßenbahnnetzen.
Während innerstädtisch weltweit von einer Renaissance der Tram gesprochen wird und in den letzten Jahrzehnten Milliardenbeträge in die in den 1960er-Jahren vielerorts schon aufgegebenen Straßenbahnsysteme investiert wurden und weitere geplant sind, ist eine vergleichbare Marktdurchdringung und Markterfolg beim parallel intensiv beworbenen Transrapid entgegen den Hoffnungen auf eine zukunftsträchtige Hochtechnologie bislang ausgeblieben.
Bei der Auftragsvergabe spielen auch Interessen der nationalen Politik und der nationalen Wirtschaft stets eine Rolle. Das Rad-Schiene-System ist wegen besserer Eignung für den Gütertransport bei der Planung von Neubaustrecken im Fernverkehr meist ohne Alternative.

#### Kosten von Neubaustrecken im Vergleich ICE – Transrapid
Kostensteigernd bei Neubaustrecken wirkt sich beim Transrapid die im Fahrweg integrierte Antriebstechnik aus. Die höhere Steigungsfähigkeit und die bei langsamer Geschwindigkeit möglichen engeren Kurvenradien des Transrapid können dagegen bei spezifischen Strecken durch den Entfall teurer Brücken- oder Tunnelbauwerke zu Kostenvorteilen führen. Allerdings werden Tunnel heute häufig aus Gründen des Naturschutzes und der Streckenakzeptanz bei den Anliegern gebaut und nicht nur bei topografischer Notwendigkeit. Planungsunterlagen aus dem Jahr 1998 weisen für die damals geplante ICE-Strecke Hannover–Berlin und die geplante Transrapidstrecke Hamburg–Berlin bei vergleichbar flachem Gelände nahezu gleiche Kosten von damals etwa 17 Mio. Euro/Doppelkilometer aus. Grundsätzlich weisen jedoch auch die neu gebauten ICE-Schnellfahrstrecken große Kostenunterschiede je Kilometer auf. So kann erst eine spezifische Planung für eine bestimmte Strecke Aufschluss über deren Baukosten bezüglich der jeweiligen Systeme, respektive deren Unterschied, geben.

#### Betriebskosten im Vergleich ICE – Transrapid
Nach dem Technikstand von ICE und Transrapid Ende der 1990er-Jahre sollte der Transrapid im Geschwindigkeitsbereich um 300 km/h einen geringeren Energieverbrauch haben. Die publizierten Berechnungen für Instandhaltungskosten sind noch nicht praktisch bestätigt worden. Das Ergebnis hängt stark von Annahmen über das Fahrgastaufkommen ab. Kosten für Instandhaltung von Fahrzeugen und Fahrweg beruhen bei diesen Quellen, anders als beim ICE, nicht auf Erfahrungswerten, sondern auf Annahmen.
Die Kosten für Fahrzeuge und Betriebsleittechnik wurden in den Veröffentlichungen zum Hamburg-Berlin-Projekt im Vergleich zum ICE wesentlich höher beziffert. Allerdings sind weder die Nutzungsdauer der Fahrzeuge noch die jährlich mögliche Fahrleistung vergleichbar. Der Anteil von Kapitalkosten und Abschreibung für Abnutzung je Fahrzeugkilometer bzw. je Personenkilometer an den Betriebskosten kann zwischen ICE und Transrapid nur auf Basis konkreter Einsatzplanungen und Auslastungsannahmen verglichen werden. Die Anschaffungskosten der Transrapid-Fahrzeuge sind bei vergleichbarem Platzangebot, aber nicht vergleichbarer Leistung um etwa den Faktor 3 höher als die des ICE 3 und um einen Faktor fünf als die von S-Bahn-Triebwagen der Baureihe 423. Transrapid-Befürworter weisen bezgl. der hohen Kosten auf die im Unterschied zum ICE und zu S-Bahn-Baureihen momentan nicht gegebene Serienfertigung hin. Allgemein wird angenommen, der Transrapid als schnelleres Verkehrsmittel sei attraktiver und erreiche eine höhere Fahrgastauslastung. Wirtschaftlichkeitsvergleiche zwischen ICE und Transrapid sind mit der Unsicherheit dieser Annahme belastet.
Auf allen bisher geplanten bzw. gebauten Strecken waren bzw. sind erhöhte Fahrpreise für den Transrapid vorgesehen. In Shanghai beträgt der Transrapidfahrpreis das 2,5fache des Flughafenbusses, in München war ein Fahrpreiszuschlag zum Nahverkehrstarif von fünf Euro für den Transrapid vorgesehen.

## Entwicklungsgeschichte

### Vorgeschichte im Deutschen Reich
Die Grundlagen der Transrapid-Technik wurden ab 1922 durch den deutschen Ingenieur Hermann Kemper gelegt. Er beschäftigte sich während seines Studiums der Elektrotechnik an der Technischen Universität Hannover erstmals mit dem Einsatz von Elektromagneten an Zügen, um mit ihnen Räder zu ersetzen. Eine nähere Untersuchung dieses Konzeptes wurde jedoch erst nach 1927 möglich, als er sein Studium beendet hatte und im Jahr 1932 den elterlichen Betrieb, die Wurstwarenfabrik Kemper, übernahm. Hier entwickelte er 1933 eine Schaltung, mit der das Schweben über elektromagnetische Anziehung möglich war. Im Jahr 1934 ließ Kemper seine Idee als Schwebebahn mit räderlosen Fahrzeugen, die an eisernen Fahrschienen mittels magnetischer Felder schwebend entlang geführt wird über das Reichspatent Nr. 643316 patentieren.
Dieses Patent wurde 1933, 1934, 1935 sowie 1938 ergänzt, als er sich aus der Führung seines Unternehmens zurückzog und sich der Forschung an dem Vorschlag widmete. Kemper sah sein Konzept auch für den Einsatz in einer Vakuumröhre vor, da er bei projektierten Geschwindigkeiten von bis zu 3000 km/h hierin eine optimale Anwendung sah. Dieser Vorschlag wird heute als Hyperloop weiterentwickelt.
1939 wurde Kemper von der Aerodynamische Versuchsanstalt (AVA) in Göttingen eine Stelle zur Forschung an der Magnetschwebebahn-Technologie angeboten. Hierfür sollte in Landsberg an der Warthe eine 20 Kilometer lange Teststrecke errichtet werden, auf der auch die Erprobung von Strahltriebwerken für Flugzeuge vorgesehen war. Aufgrund des Zweiten Weltkriegs wurde das Projekt jedoch im Jahr 1943 beendet und Kemper ließ seine Patente nicht verlängern.

### Studie in der Bundesrepublik Deutschland und erste Prototypen
Im Jahr 1966 traf Kemper auf einer Kur in Bad Wörishofen den damaligen Geschäftsführer des Flugzeugherstellers Bölkow GmbH, Ludwig Bölkow, der sich für das Konzept interessierte. Nachdem die Bölkow GmbH die Technologie genauer untersucht hatte, initiierte Bölkow gemeinsam mit Bundesverkehrsminister Georg Leber 1969 eine „Hochleistungs-Schnellbahn-Studie“ (HSB), die Möglichkeiten des Hochgeschwindigkeitsverkehrs auf der Schiene untersuchen sollte. Die im Jahr 1971 vorgestellten Ergebnisse ergaben eine Unwirtschaftlichkeit des Rad-Schiene-Verkehrs bei hohen Geschwindigkeiten, weshalb die Entwicklung neuer Verkehrssysteme notwendig sei.

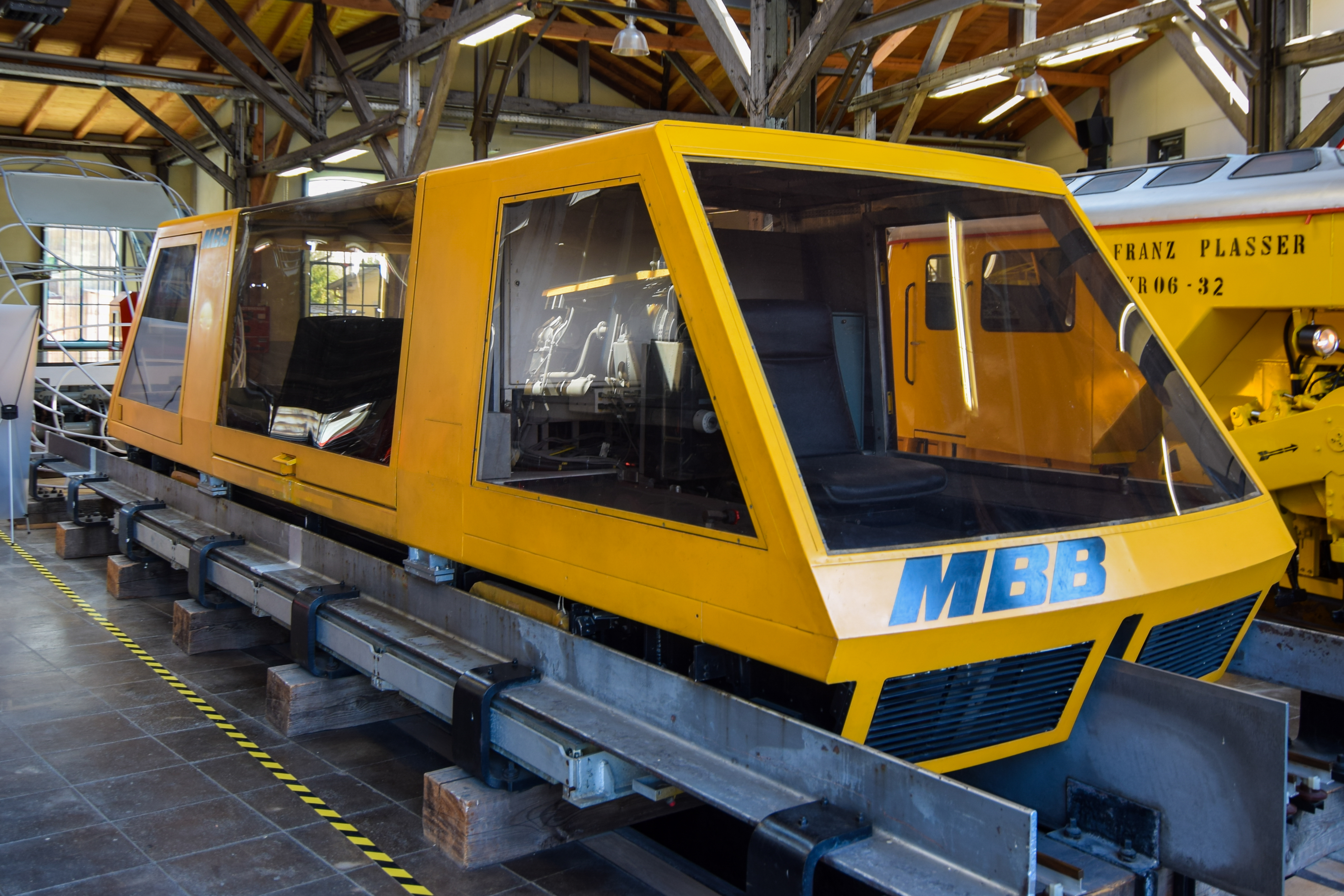
MBB-Prinzipfahrzeug

Verschiedene Unternehmen begannen daraufhin mit der Entwicklung erster Testfahrzeuge. Bereits 1969 wurde die Technologie von Krauss-Maffei an einem 60 cm langen und 50 kg schweren Miniaturmodell mit dem Namen Transrapid 01 demonstriert. Am 6. Mai 1971 stellte Messerschmitt-Bölkow-Blohm (MBB), das 1969 aus einer Fusion der Bölkow GmbH und der Messerschmitt AG hervorgegangen war, das MBB-Prinzipfahrzeug vor. Hierbei handelte es sich um das erste personentragende Magnetschwebebahn-Fahrzeug unter Nutzung elektromagnetischer Anziehung. Die Vorführung des Fahrzeugs, das mit einem asynchronen Kurzstator-Linearmotor angetrieben wurde, erfolgte auf einer 660 Meter langen Teststrecke in Ottobrunn, erreicht wurden dabei bis zu 90 km/h.
Der am 6. Oktober 1971 von Krauss-Maffei vorgestellte Transrapid 02, der wie das MBB-Prinzipfahrzeug über einen Asynchron-Kurzstator-Linearmotor verfügte, war das erste tatsächliche Magnetbahn-Fahrzeug des Unternehmens. Er wurde bis 1973 auf einer 930 Meter langen Teststrecke in München-Allach erprobt, wo er eine Höchstgeschwindigkeit von 164 km/h erreichte. Für das Folgejahr war eine Verlängerung der Teststrecke auf rund 2 km und eine Höchstgeschwindigkeit von 350 km/h vorgesehen. Das bis Ende 1972 angesetzte Testprogramm sollte nach Möglichkeit bereits 1973 auf der geplanten Nationalen Versuchsanlage für Verkehrstechniken fortgesetzt werden. Der ebenfalls von Krauss-Maffei gebaute Transrapid 03 aus dem Jahr 1972 unterschied sich von den vorhergebauten Zügen darin, dass es sich hierbei um ein Luftkissenfahrzeug handelte, das als Vergleichsobjekt die Vor- und Nachteile dieser Technologie gegenüber den magnetisch schwebenden Fahrzeugen zeigen sollte. Das Unternehmen entschied aber noch im selben Jahr, die Erprobung der Luftkissentechnologie zu beenden und nur noch das elektromagnetische Schweben zu untersuchen.
Im Mai 1972 begann eine Projektgruppe, die aus den Firmen AEG-Telefunken, Brown, Boveri & Cie. und Siemens bestand, ein neues Schwebeprinzip zu entwickeln, das elektrodynamische Schweben (EDS) unter Einsatz gekühlter Supraleiter. Ende 1973 begann man in Erlangen Tests mit dem deshalb so genannten Erlangener Erprobungsträger (EET 01), einem Fahrzeug, das auf dem Prinzip des elektrodynamischen Schwebens beruhte. Die Fahrten fanden auf einer 880 Meter langen Kreisbahn statt. Bei Geschwindigkeiten von unter 50 km/h fuhr das Fahrzeug auf Reifen und begann erst über dieser Marke zu schweben. Nachdem das System zunächst einen Asynchron-Kurzstator-Linearmotor verwendete, wurde es später umgerüstet und nun als EET 02 von einem Synchron-Langstator-Linearmotor angetrieben.

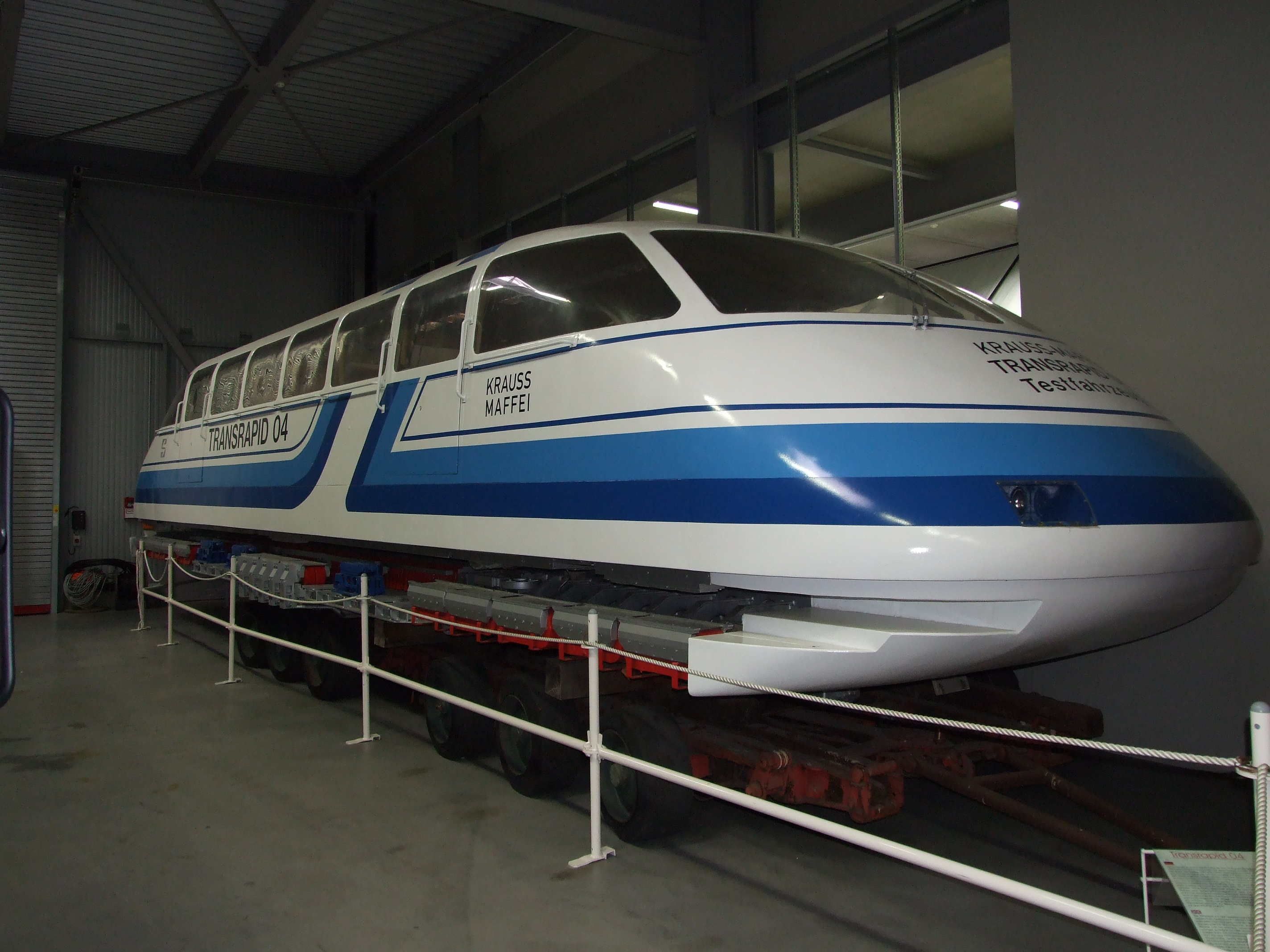
Transrapid 04 im Technik-Museum Speyer

Im Jahr 1973 stellte Krauss-Maffei mit dem Transrapid 04 das bislang größte Fahrzeug vor. Es stellte 1977 mit 253,2 km/h außerdem einen neuen Geschwindigkeitsrekord auf. Ab 1974 arbeitete Krauss-Maffei über das Konsortium „Transrapid E.M.S.“ in der Entwicklung intensiv mit MBB zusammen. Der 1974 gebaute Komponenten-Messträger (KOMET) von MBB sollte die Regelelektronik des Schwebesystems bei Höchstgeschwindigkeiten erproben. Angetrieben von einem Heißwasser-Raketenschlitten erreichte er im Jahre 1976 auf der 1,3 km langen Versuchsstrecke in Manching eine Geschwindigkeit von 401 km/h. Die Tests zeigten auch, dass das bislang ungefederte Fahrwerk den Fahrkomfort erheblich beeinträchtigte, weshalb das Fahrzeug als Komet M umgerüstet und mit beidseitig einzeln geregelten Magneten ausgestattet wurde.

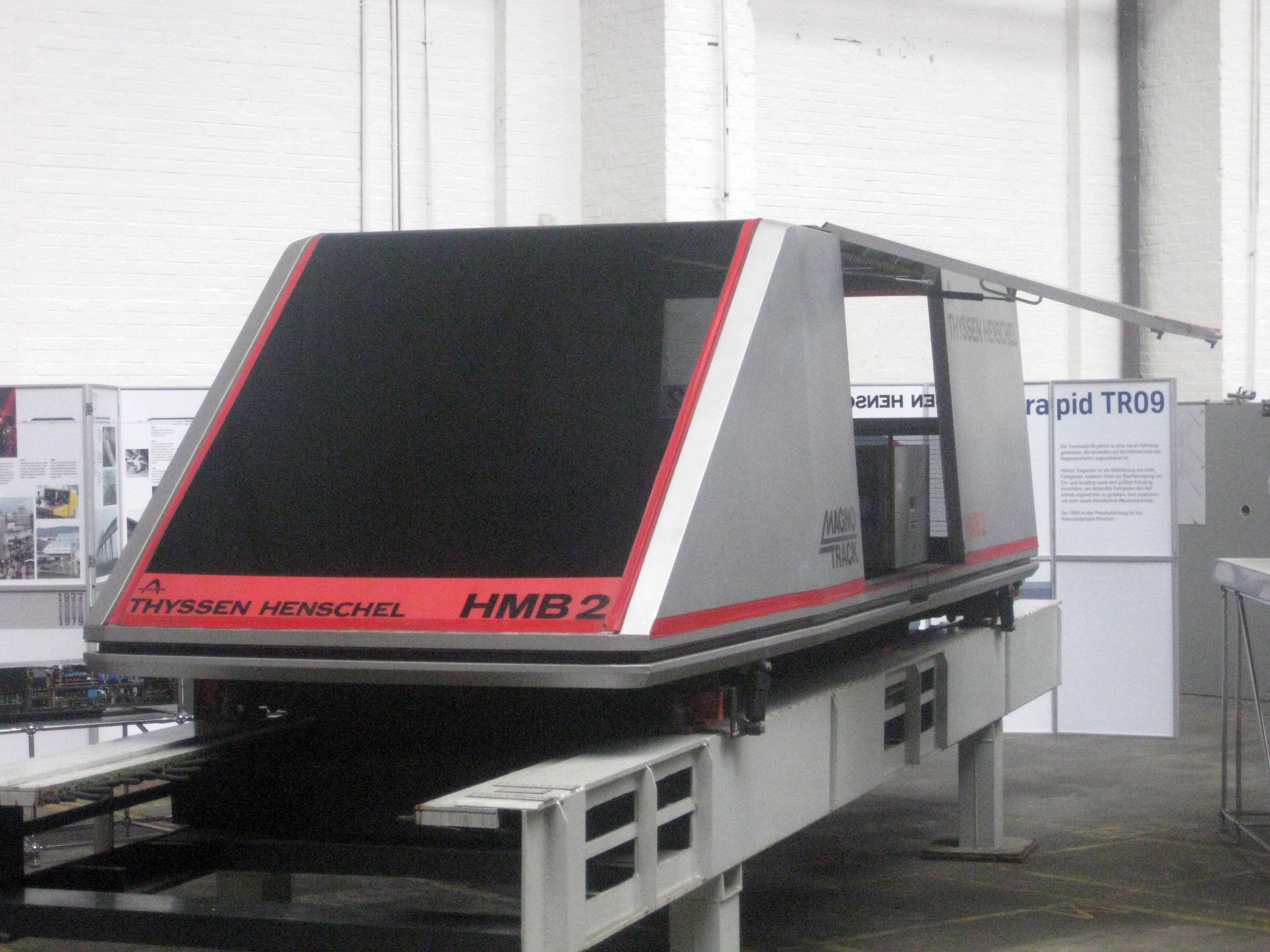
Das HMB 2 im Technik-Museum Kassel

Immer größere Fahrzeuge zeigten aber auch, dass der Antrieb, der sich bei Kurzstator-Linearmotoren im Fahrzeug befindet, die Züge zu schwer und in Geschwindigkeit sowie Beschleunigung begrenzt machte. Thyssen-Henschel und die TU Braunschweig begannen ab 1974 mit der Entwicklung der heute verwendeten Langstator-Linearmotortechnik. Das neue System wurde ab 1975 zunächst mit dem Fahrgestell HMB 1 getestet, aus diesem wurde 1976 das passagiertragende Fahrzeug HMB 2.
Anfang 1973 wurde die Dornier GmbH durch das Bundesforschungsministerium beauftragt, die bisherigen Entwicklungsergebnisse auf dem Gebiet der Schnellbahnsysteme zusammenzufassen und damit Entscheidungsgrundlagen für die weitere Entwicklung zu sammeln. 1977 entschied dann das Bundesministerium für Forschung und Technologie, die Förderung elektrodynamischer Schwebesysteme (EDS) einzustellen sowie die Kurzstator-Forschung bis 1983 zugunsten des neueren Langstator-Linearmotors abzuschließen. Dies wird als der sogenannte „Systementscheid“ für die Technik des heutigen Transrapid bezeichnet. Bis Ende 1978 hatten die forschenden Firmen sowie das Bundesministerium mehr als 300 Millionen Euro in die Entwicklung investiert.

### Forschung als Konsortium und Erprobung auf der Transrapid-Versuchsanlage Emsland

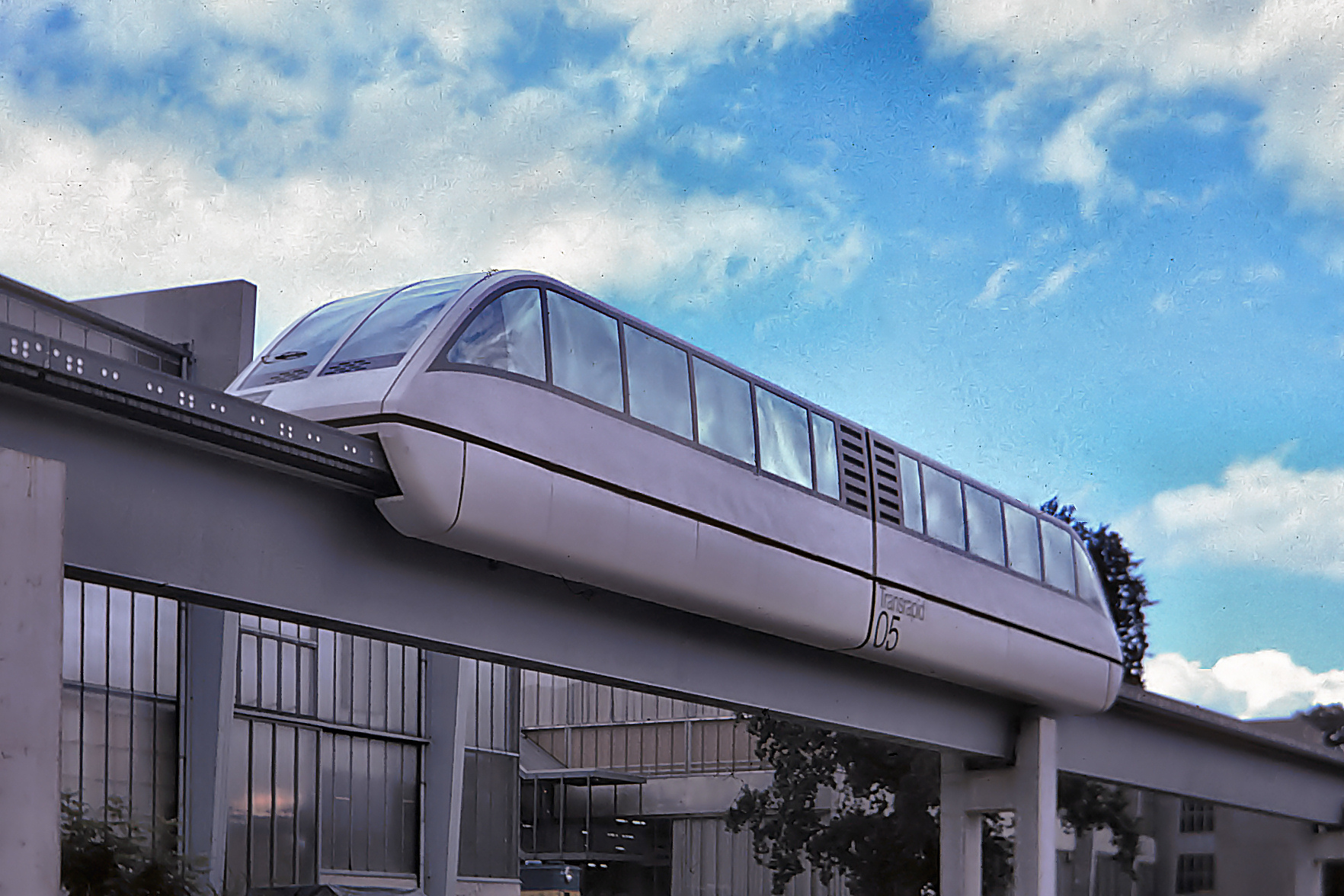
Der Transrapid 05 in Hamburg (1979)

Im Jahr 1978 entschieden sich Messerschmitt-Bölkow-Blohm, Krauss-Maffei und Thyssen-Henschel, die gemeinsamen Kräfte zu bündeln, und gründeten dazu das Konsortium „Magnetbahn Transrapid“, dem später auch AEG-Telefunken, Brown, Boveri & Cie. (beide an der Entwicklung des Erlangener Erprobungsträgers beteiligt), Dywidag und Siemens beitraten. Dieses baute im Folgejahr den Transrapid 05, um ihn auf der Internationalen Verkehrsausstellung IVA 1979 in Hamburg der Öffentlichkeit zu präsentieren, wo er auf einer etwa 900 Meter langen Strecke im Pendelbetrieb für Besucher zugänglich mit bis zu 75 km/h verkehrte. Nach Ende der Ausstellung wurde die Strecke ab- und auf dem Werksgelände von Thyssen-Henschel in Kassel wiederaufgebaut, wo der Betrieb noch von 1980 bis 1983 lief.

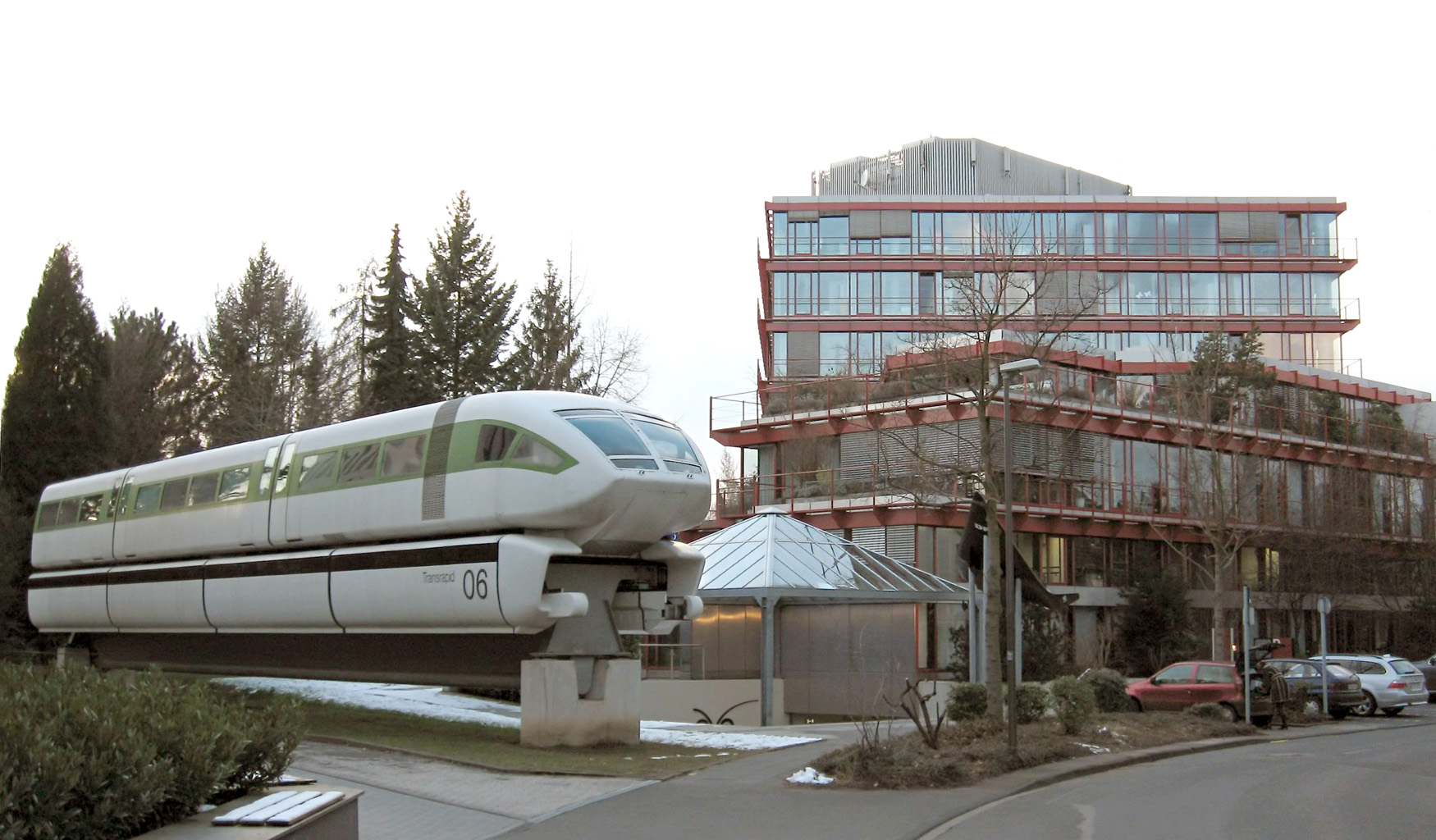
Transrapid 06 im Deutschen Museum Bonn

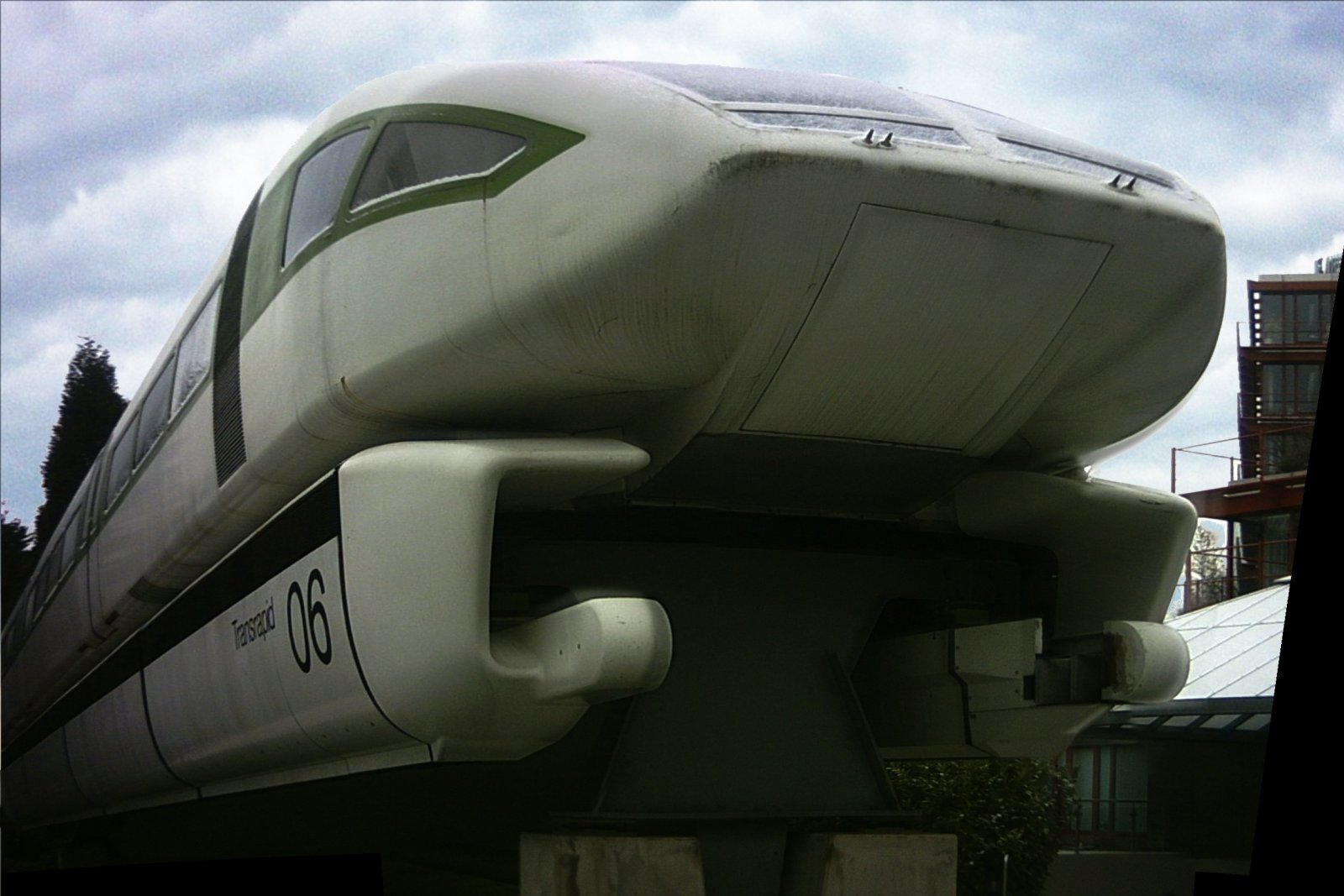
Transrapid 06

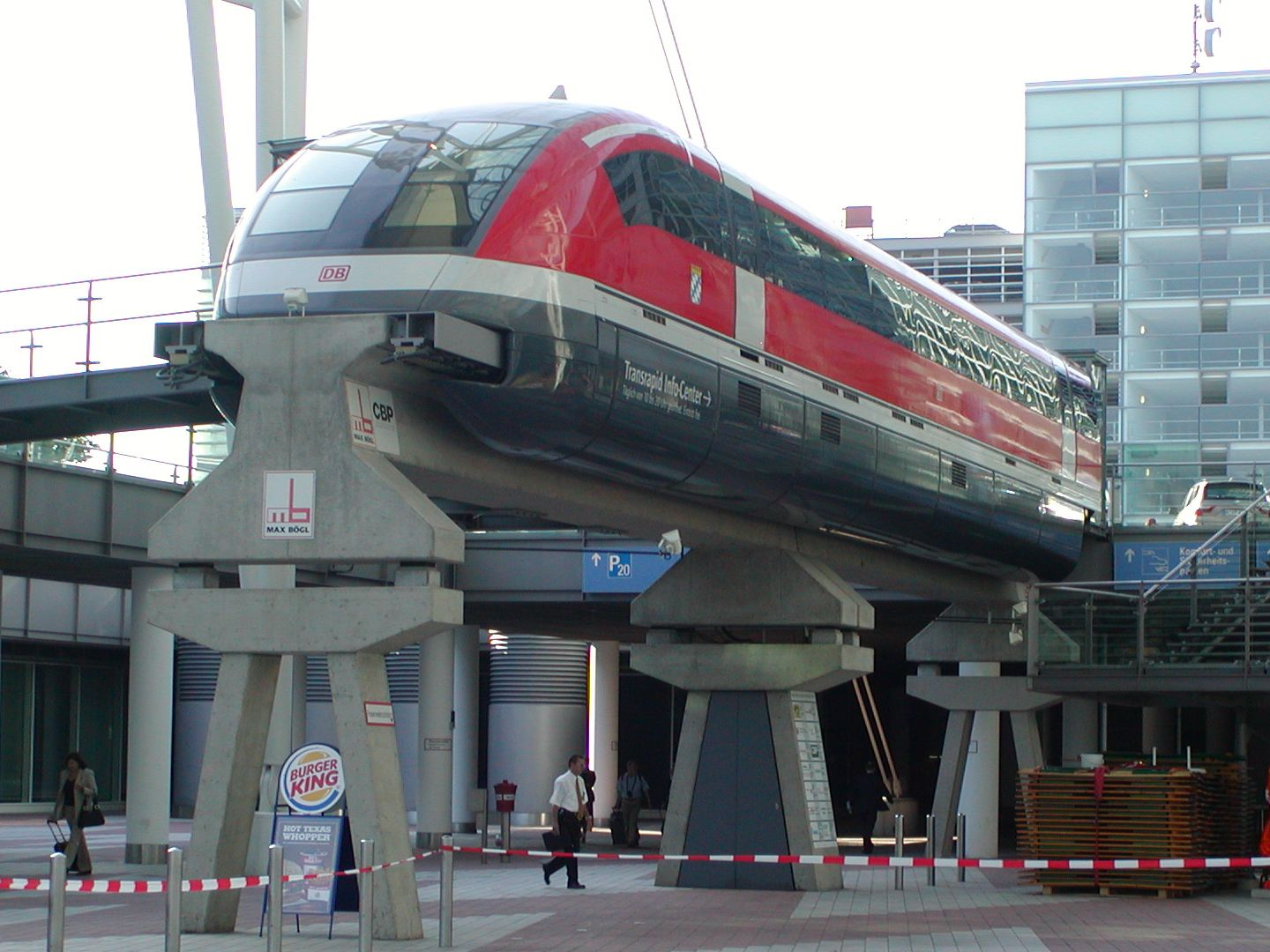
Transrapid 07 im München Airport Center am Flughafen München

Erste Planungen für eine Transrapid-Teststrecke waren in Bayern angestellt worden. Bis 1977 war der Bau der 57 Kilometer langen Nationalen Versuchsanlage für Verkehrstechniken auf 16 Meter hohen Stelzen südwestlich von Donauwörth im Donauried parallel zum Verlauf der Donau geplant. Der Bau scheiterte jedoch am Widerstand der Bevölkerung und insbesondere der Landwirte, die ihren Grund für das Projekt nicht verkaufen wollten. Stattdessen bot die Emsland GmbH im Rahmen des Emslandplans die Region als Standort an. Man erhoffte sich davon eine Verringerung der Arbeitslosigkeit sowie eine Stärkung des Tourismus. Mitte 1979 wurde die Planung der Transrapid-Versuchsanlage Emsland (TVE) aufgenommen. Im Rahmen des Auswahlprozesses wurde eine Anlage entwickelt, die alle wesentlichen Elemente eines (hinsichtlich der Neigungen, Krümmungen, Kuppen, Weichen) anwendungsnahen Fahrwegs enthalten sollte. Im Jahr 1980 begann der Bau von Versuchszentrum, der Nordschleife und der beide Schleifen verbindenden Gerade. Ende Oktober 1983 schwebte der Transrapid 06 erstmals öffentlich wahrnehmbar auf der Anlage. Die Südschleife wurde im Dezember 1987 erstmals befahren, womit die gesamte Teststrecke fertiggestellt war.
Am 4. Mai 1984 überschritt der Transrapid 06 mit 205 km/h erstmals die Marke von 200 km/h. Am 17. Oktober gleichen Jahres stellte das Fahrzeug mit 302 km/h einen neuen Weltrekord für personenbesetzte elektromagnetische Schwebefahrzeuge auf. Der für eine Geschwindigkeit von 400 km/h entwickelte Transrapid 06 erreichte 1987 eine Geschwindigkeit von 392 km/h.
Bis 1984 wurden 760 Millionen DM Bundesmittel in die Transrapid-Technologie investiert.
Am 22. September 2006 ereignete sich gegen 10 Uhr auf der Transrapid-Versuchsanlage Emsland ein schwerer Unfall, bei dem 23 Menschen starben und zehn weitere verletzt wurden. Der mit 31 Personen besetzte Transrapid 08 war auf offener Strecke gegen einen mit zwei Personen besetzten Werkstattwagen geprallt. Als Unfallursache wurde menschliches Versagen festgestellt.
Die Betriebserlaubnis für die Versuchsanlage wurde infolge des Unfalls aufgehoben, aber im Juli 2008 erneut erteilt.
Am 10. Dezember 2008 wurde die Stilllegung der Transrapidversuchsstrecke im Emsland zum Juni 2009 angekündigt. Ein Rückbau soll 40 Millionen Euro kosten, die von der Bundesrepublik Deutschland zu tragen sind. Unter Bezugnahme auf das Bundesverkehrsministerium wurde die gesamte bisherige Förderung der Transrapidtechnologie mit 1,4 Mrd. Euro angegeben. Eine Initiative von Unternehmern setzt sich für den Erhalt der Versuchsstrecke ein und will neu entwickelte Fahrbahnträger testen, die die Kosten des Streckenbaus um angeblich 30 % reduzieren, was die Exportchancen des Transrapid verbessere. Die Bundesregierung teilte am 4. Februar 2009 auf die Anfrage 16/11512 der Fraktion Bündnis 90/Die Grünen mit, dass von einer Stilllegung der Versuchsanlage im Laufe des Jahres 2009 auszugehen sei. Am 24. Juni 2009 wurde bekannt, dass sich Landkreis, Land, Bund und Industrie auf einen Weiterbetrieb der Versuchsstrecke und dessen Finanzierung bis zum April 2010 verständigt haben, um die Erprobung der neuen Fahrbahnträger zu ermöglichen. Eine darüber hinausgehende Finanzierung machte die Politik von konkreten Aufträgen für den Transrapid abhängig. Die neue Bundesregierung bewilligte weitere Mittel für den Betrieb der Versuchsanlage bis Ende 2010. 2011 erfolgte letztmals eine Förderung durch den Bund, welche an die Bedingung geknüpft war, dass die Beteiligten sich auf ein Nachnutzungs- oder Abwicklungskonzept einigen. Ab 1970 wurden 800 Millionen Euro für Bau, Betrieb und Instandhaltung der TVE ausgegeben. Die Industrie muss im Fall von Verwertungen der Entwicklungsergebnisse bis zu 100 Millionen Euro an den Bund zurückzahlen. Ende 2011 wurde die Transrapid-Versuchsanlage stillgelegt; der Testzug dient nunmehr in Nortrup als Konferenz- und Museumsfläche.
1985/86 wurden als mögliche Anwendungsstrecken des Transrapid die Verbindungen Hamburg-Hannover, Hannover-Rhein-Ruhrgebiet sowie Rhein/Ruhr-Rhein/Maingebiet ins Gespräch gebracht. Große Chancen wurden damals einem Streckeneinsatz zwischen Frankfurt am Main und Köln gegeben, dort sah der Verkehrswegeplan 1985 eine Verbindung vor, die jedoch nicht auf den Verkehrsträger Bahn festgelegt war.
Anfang Dezember 1987 stellte der Transrapid mit 406 km/h einen neuen Weltrekord für personenbesetzte Magnetschwebefahrzeuge auf. Wenig später erreichte die Bahn eine Geschwindigkeit von 412,6 km/h. Im Jahr 1988 wurde der anwendungsnahe Dauerbetrieb aufgenommen. 1988 sprachen sich Abgeordnete des Deutschen Bundestages dafür aus, über die geplante Referenzstrecke auf der Relation Hamburg–Hannover, ein landesweites Magnetbahnsystem in Form einer „großen 8“ im Umfang von etwa 30 Milliarden D-Mark aufzubauen.
Der ab 1987 entwickelte Transrapid 07 ist für Geschwindigkeiten von 500 km/h ausgelegt. Im Jahr 1989 begann sein Versuchsbetrieb auf der TVE. Im Jahr 1993 erreichte er eine Geschwindigkeit von 450 km/h. Gutachter der Deutschen Bundesbahn und verschiedener Hochschulen testierten dem System im Frühjahr 1991 die Einsatzreife für Anwendungsstrecken.
Am 5. Mai 1998 wurde in Berlin das Gemeinschaftsunternehmen Transrapid International GmbH & Co. KG von Adtranz, Siemens und Thyssen gegründet.
Im August 2005 unterzeichneten Siemens, ThyssenKrupp und Transrapid International und die deutsche Bundesregierung in Person von Verkehrsminister Manfred Stolpe einen Vertrag, in dem letztere Investitionen von 113 Millionen Euro zur technischen Weiterentwicklung des Systems zusicherten. Dieses Weiterentwicklungsprogramm (WEP) genannte Projekt diente der Verbesserung der Antriebstechnik sowie der Anschlüsse in den Halten am Ende einer Strecke und würde das System auch für einen Einsatz im Nahverkehr tauglich machen. Hierbei entstand unter anderem der Transrapid 09 als für den Einsatz als Flughafen-Shuttle optimiertes Fahrzeug.
Die Gestaltung des Transrapid stammt von Alexander Neumeister. Im Jahr 1999 wurde die Gestaltung durch einen Briefmarkenblock der Deutschen Bundespost über hervorragendes Industriedesign aus Deutschland gewürdigt.

### Entwicklungen ab 2010
Im Kontext der Auflösung des Transrapidwerks in Kassel, der Stilllegung der Versuchsstrecke im Emsland, des ausbleibenden Weiterbaus der Strecke in China sowie ausbleibender neuer Aufträge ist in Deutschland 2010 eine Debatte über das Scheitern der Technologie aufgekommen.
Reinhold Bauer, dessen Habilitationsschrift das Thema Gescheiterte Innovationen hat, meint, man habe mit der Technologie das Zeitfenster verpasst. Die Bahn sei zu schnell und das Flugzeug zu preiswert geworden. Der Bund der Steuerzahler kritisierte weitere Subventionen für den Transrapid. Burkhard Ewert, Kommentator der Neuen Osnabrücker Zeitung, meinte 2010, der Transrapid sei am Ende und es sei eher zu viel als zu wenig Steuergeld in die Technologie geflossen.
Andererseits wird einem Scheitern widersprochen. Der Staatssekretär im Bundesministerium für Verkehr, Bau und Stadtentwicklung Rainer Bomba äußerte 2010, die Technologie sei 50 Jahre zu früh entwickelt worden und dürfe nicht aufgegeben werden.
Bei Siemens ist der Transrapid laut einem Konzernsprecher „auf Eis gelegt“, bei ThyssenKrupp arbeiten noch mehrere Personen an der Technik (Stand: Dezember 2020).
Die Firmengruppe Max Bögl, die ab 2010 die Führung der Entwicklung und Streckenplanungen übernahm, forscht heute nicht mehr am System, nutzt aber die Erfahrungen beim Bau des Transrapid-Fahrwegs für das selbst entwickelte Transport System Bögl, ein Magnetschwebebahnsystem für den Nahverkehr.
Die Betriebsgenehmigung für die Transrapid-Versuchsanlage im Emsland ist Ende 2011 ausgelaufen; die Strecke wurde stillgelegt. Eine für das Frühjahr 2012 angesetzte Demontage wurde aufgrund möglicher Nachnutzungsprojekte, unter anderem als Teststrecke für den Hyperloop, aufgeschoben, ist aber weiterhin vertraglich vorgeschrieben.

### Forschung, Betrieb und Projektmanagement
Neben dem Antrieb hat die TU Braunschweig auch zum Fahrweg Entwicklungsbeiträge geleistet. Die ehemals bundeseigene Firma IABG betrieb die Versuchsanlage im Emsland. Das Programm- und Implementierungsmanagement für die Bundesregierung wurde von der EADS-Tochter Dornier-Consulting erbracht.

### Übersicht über die Fahrzeugtypen
Folgende Baureihen des Systems sind und waren im Einsatz:
| Name                              | Baujahr | Betrieb   | Hersteller                 | Höchstgeschwindigkeit | Verbleib |
| --------------------------------- | ------- | --------- | -------------------------- | --------------------- | --- |
| Prototypen                        |         |           |                            |                       | |
| Transrapid 01                     | 1969    | 1969–1970 | Krauss-Maffei              |                       | ausgestellt im Deutschen Museum München |
| MBB Prinzipfahrzeug               | 1971    | 1971–1976 | Messerschmitt-Bölkow-Blohm | 90 km/h               | ausgestellt in der Lokwelt Freilassing |
| Transrapid 02                     | 1971    | 1971–1973 | Krauss-Maffei              | 164 km/h              | Krauss-Maffei, München |
| Transrapid 03                     | 1972    | 1972      | Krauss-Maffei              | 140 km/h              | verschrottet |
| Erlangener Erprobungsträger (EET) | 1973    | 1973–1977 |                            | 230 km/h              | verschrottet |
| Transrapid 04                     | 1973    | 1973–1977 | Krauss-Maffei              | 253,2 km/h            | ausgestellt im Technik-Museum Speyer |
| Komponenten-Messträger (KOMET)    | 1974    | 1975–1978 | Messerschmitt-Bölkow-Blohm | 401,3 km/h            | versteckt in Lathen eingelagert |
| HMB 1                             | 1974    | 1974–1976 | Thyssen-Henschel           |                       | umgebaut zum HMB 2 |
| HMB 2                             | 1976    | 1976–1981 | Thyssen-Henschel           | 36 km/h               | Umbau des HMB 1, ausgestellt im Technik-Museum Kassel |
| Serienfahrzeuge                   |         |           |                            |                       | |
| Transrapid 05                     | 1979    | 1979–1983 | Thyssen-Henschel           | 75 km/h               | ausgestellt im Technik-Museum Kassel |
| Transrapid 06                     | 1983    | 1983–1991 | Thyssen-Henschel           | 412,6 km/h            | Sektion I aufgeständert vor dem Deutschen Museum Bonn, Sektion II in Lathen eingelagert                                                                                          |
| Transrapid 07                     | 1988    | 1989–1999 | Thyssen-Henschel           | 450 km/h              | Sektion I seit September 2024 im Eisenbahnmuseum Bochum und Sektion II am Infozentrum Lathen aufgestellt                                                                         |
| Transrapid 08                     | 1999    | 1999–2006 | ThyssenKrupp-Transrapid    | 501,5 km/h            | E1 am 22. September 2006 zerstört, M unbeschädigt versteckt eingelagert, E2 unbeschädigt sichtbar auf dem Gelände der Transrapid-Versuchsanlage Emsland aufgestellt              |
| SMT                               | 2002    | 2002–     | ThyssenKrupp-Transrapid    | 501,5 km/h            | Drei Züge im kommerziellen Einsatz in Shanghai |
| Transrapid 09                     | 2007    | 2008–2011 | ThyssenKrupp-Transrapid    | 400 km/h              | im Einsatz auf TVE bis 2011, 2016 durch die Vebeg an Kemper Wurstwaren als Nachfahren des Erfinders Hermann Kemper versteigert und seitdem am Firmensitz in Nortrup ausgestellt. |

## Streckenplanungen

### Deutschland
In Deutschland wurden in der Vergangenheit verschiedene Strecken für die Realisierung einer (regulären) Transrapidstrecke diskutiert.
Im Dezember 1987 sprach sich die Koalitionsarbeitsgruppe Magnetschnellbahn für die Realisierung des Transrapid in Deutschland aus. Im Juni 1988 empfahl die Bundesregierung Anwendungsstrecken zwischen Hamburg und Hannover sowie zwischen Essen und Bonn. Im November 1988 baten Bundesforschungs- und -verkehrsministerium das Unternehmen Thyssen, ein Firmen- und Bankenkonsortium zu gründen, um die ausgewählten Strecken einer vertieften Prüfung zu unterziehen. Die so genannte Anschubgruppe Transrapid legte ihren Bericht im Juni 1989 vor. Die Anwendungsstrecke zwischen Hamburg und Hannover sah zwei Unterwegshalte „Hamburg Süd“ am Maschener Kreuz nahe Seevetal und „Langenhagen“ am Flughafen Hannover-Langenhagen vor und sollte weitestgehend parallel zur Bundesautobahn 7 verlaufen. Für die Strecke zwischen Essen und Bonn waren Unterwegshalte in Düsseldorf-Eller und Köln-Mülheim vorgesehen. Auch hier wurde ein Verlauf parallel zu bestehenden Autobahnstrecken angestrebt. Zwischen Essen und Düsseldorf war ein Verlauf entlang der Bundesautobahn 52 vorgesehen. Südlich von Düsseldorf sollte die Trasse zwischen Langenfeld und dem Dreieck Heumar parallel zur Bundesautobahn 3, anschließend weiter entlang der Bundesautobahn 59 verlaufen. In Bonn wäre eine Rheinquerung erfolgt und der linksrheinisch gelegene Bonner Hauptbahnhof angebunden worden. Die Anschubgruppe Transrapid postulierte die Finanzierbarkeit der Strecken und sah sie als verkehrspolitisch sinnvoll an. Ferner wurde eine Verbindung der beiden Teilstrecken zu einer Magistrale Hamburg–München über Frankfurt vorgeschlagen.
Bis Ende 1989 waren 1,4 Mrd. D-Mark (rund 700 Mio. Euro) Bundesmittel in das Transrapid-Projekt investiert worden. Im Dezember 1989 wurde von der Regierung Kohl der Bau einer Magnetschwebebahnlinie zwischen Düsseldorf und Köln beschlossen. Das Vorhaben wurde wegen der Wiedervereinigung kurze Zeit später aufgegeben.
Im Jahr 1992 wurde die Transrapid-Strecke Hamburg–Berlin in den Bundesverkehrswegeplan aufgenommen; das Vorhaben wurde kurz vor Beendigung des Planfeststellungsverfahrens Anfang 2000 eingestellt. Zur Begründung wurden unter anderem erhebliche Kostensteigerungen für den Streckenbau und die Technik im Planungsverlauf angegeben, die von etwa 4,5 Mrd. Euro 1993 auf etwa 7,5 Mrd. Euro Plankosten angestiegen waren; unabhängige Gutachter nannten sogar 10 Mrd. Euro. Insbesondere der Vorstandsvorsitzende der Deutschen Bahn AG, Hartmut Mehdorn, betonte, dass er keinen Sinn in der Investition von 12 Mrd. DM für 20 Minuten Fahrzeitgewinn sehe und die Bahn sich die von ihr zu tätigenden anteiligen Investitionen in Höhe von mehreren Milliarden DM nicht als „betriebswirtschaftlichen Mühlstein an den Hals hängen könne“. Der Ausstieg der Bahn aus dem Projekt erfolgte zwei Monate nach Übernahme des Amtes des Vorstandsvorsitzenden der Deutschen Bahn durch Mehdorn. Das Herstellerkonsortium wollte sich nicht über das für sie vorgesehene Maß (nämlich dem Betriebssystem) hinaus verstärkt engagieren. Damit stand kein Betreiber und Mitinvestor neben der Industrie mehr zur Verfügung.
1999 verkündete Bahnchef Hartmut Mehdorn das Aus für die Transrapid-Strecke zwischen Hamburg und Berlin. Er wiederholte seinen ablehnenden Standpunkt im Januar 2000 und am 5. Februar 2000 verkündeten Bundesregierung, Bahn und die beteiligten Industrieunternehmen das endgültige Aus für die Strecke zwischen Hamburg und Berlin.
Am 23. August 2000 vereinbarten die Schröder-Regierung, die Deutsche Bahn und die Unternehmen des Transrapid-Konsortiums die Realisierung einer Transrapid-Referenzstrecke in Deutschland. Ab Oktober 2000 wurde eine Machbarkeitsstudie für die Projekte Metrorapid und Transrapid München erstellt. Die Ergebnisse der Studie wurden am 21. Januar 2002 in Berlin vorgestellt.
Die für den Transrapid damals planerisch angenommenen Passagierzahlen von etwa 14,5 Mio. Fahrgästen jährlich (20.000 Fahrgäste täglich in jede Richtung) bei einem zudem um 30 % höheren Fahrpreis als in der 1. Klasse des ICE werden von den heute auf der mittlerweile für Spitzengeschwindigkeiten von bis zu 230 km/h ausgebauten Bahnstrecke Hamburg–Berlin verkehrenden ICEs nicht erreicht. Die Rückfahrkarte für den Transrapid sollte nach Planungsstand Ende der 1990er Jahre im Mittel etwa 250 Euro kosten. 2005 benutzten etwa 4.000 Fahrgäste täglich den zwischen Hamburg und Berlin mit 93 Minuten Fahrzeit verkehrenden ICE. 2008 betrug der Normalpreis 2. Klasse ICE für eine Rückfahrkarte mit Platzreservierung Hamburg–Berlin 134 Euro. Bei Planung der Strecke Mitte der 1990er-Jahre benutzten täglich von den Reisenden zwischen Hamburg und Berlin 200 ein Flugzeug, 6000 das Auto und 2000 die Bahn. Dennoch ging man auf Grund von Verkehrssteigerungen der Wendezeit im Ost-West-Verkehr von im Jahr 2010 allein 20.000 Bahnreisenden täglich in jeder Richtung auf dieser Strecke aus. Ferner wurde bei der Prognose ein falscher Einzugsbereich durch Nichtberücksichtigung der damals geplanten Schnellfahrstrecke Hannover–Berlin angenommen. Die Annahme hoher Fahrgastzahlen war offenkundig notwendig, um eine Wirtschaftlichkeit der Strecke darstellen zu können.
Mitte 2003 beschloss Peer Steinbrück, damals neugewählter Ministerpräsident Nordrhein-Westfalens, die Planungen zum Metrorapid zu beenden. Hintergrund waren aktuelle Haushaltsdefizite, offene Finanzierungsfragen und eine mögliche Koalitionskrise mit den Grünen.
2003 wurde von Manfred Stolpe, seinerzeit Ministerpräsident des Landes Brandenburg, vorgeschlagen, die Flughäfen von 'Berlin und Leipzig' unter einem Dach zusammenzufassen. Der ausgebaute Flughafen Leipzig ohne Nachtflugverbot hätte damit die Interkontinentalflüge und die Luftfracht, Berlin weitgehend den Personenflugverkehr übernommen. Mit dieser Transrapidstrecke hätte sich der Ausbau von Schönefeld zum Großflughafen Flughafen Berlin Brandenburg erübrigt.
Im Jahr 2005 beschloss die Bundesregierung zudem, künftig weitere 113 Millionen Euro in die Transrapid-Technologie im Rahmen eines Weiterentwicklungsprogrammes zu investieren. Mindestens eine Transrapid-Referenzstrecke soll in Deutschland realisiert werden.
Nachdem der Bayerische Landtagsabgeordnete Joachim Haedke als erster Politiker eine Magnetschwebebahnverbindung zwischen dem 'Münchner Hauptbahnhof und dem Münchner Flughafen' forderte, wurde im Jahr 2005 beim Eisenbahn-Bundesamt die Planfeststellung zum Transrapid München eingeleitet. Die Strecke mit einer Länge von 37,4 km sollte die beiden infrastrukturell wichtigen Plätze mit zehn Minuten Fahrzeit verbinden. Mit einem Planfeststellungsbeschluss wurde Mitte 2008 gerechnet; das Beteiligungs- und Anhörungsverfahren wurde im Januar 2008 abgeschlossen.
Das Projekt war mit ungeklärten Finanzierungsfragen und fehlender breiter gesellschaftlicher Akzeptanz belastet.
Am 27. März 2008 beschlossen die Bundesregierung, die bayerische Staatsregierung und die Industrie, den Transrapid in München vom Hauptbahnhof zum Flughafen nicht zu bauen. Die gestiegene Kostenprognose von 1,85 Mrd. Euro im September 2007 auf über 3 Mrd. Euro im März 2008 wurde als Hauptgrund genannt. Ursache der Kostenexplosion waren die drastisch gestiegenen Baukosten, wohingegen die Transrapidsystemkosten annähernd gleich blieben. Das Bayerische Staatsministerium für Wirtschaft gab eine annähernde Verdopplung der zuletzt genannten Plankosten von 1,85 Mrd. Euro an; Zeitungen nannten 3,4 Mrd. Euro. Da Zweifel am Kosten-Nutzen-Verhältnis des Vorhabens bereits bei der geplanten Investitionssumme von 1,85 Mrd. Euro bestanden, war das Vorhaben nicht mehr als sinnvolle Investition begründbar.
Nach dem Aus für die Strecke in München beschlossen die Hersteller (Siemens und ThyssenKrupp) auf einer Beiratssitzung am 8. Mai 2008 die Auflösung des Gemeinschaftsunternehmens Transrapid International zum 1. Oktober 2008.

#### Rechtliche Grundlagen für den Bau des Transrapid in Deutschland
Im Herbst 1993 wurde von der Kohl-Regierung das Magnetschwebebahnplanungsgesetz (MBPlG) in den Deutschen Bundestag eingebracht. Damit wurde die Voraussetzung für den Bau von Magnetschwebebahnstrecken in Deutschland geschaffen. Unter anderem wurden gesetzliche Grundlagen für die Planung definiert, die Zuständigkeit des Eisenbahnbundesamtes als Planfeststellungsbehörde und Bauaufsichtsbehörde festgelegt und diverse Rechtsvorschriften angepasst. Das Magnetschwebebahnbedarfsgesetz (MsbG) und das Allgemeine Magnetschwebebahngesetz (AMbG) folgten, um für den geplanten Bau der Strecke Hamburg–Berlin eine rechtliche Grundlage zu schaffen. Die Magnetschwebebahnverordnung mit den Teilen Magnetschwebebahn-Bau- und Betriebsordnung (MbBO) und Magnetschwebebahn-Lärmschutzverordnung (MbLschVO) folgte der Gesetzgebung im Jahr 1997.
Das Magnetschwebebahnbedarfsgesetz, welches den Bedarf an einer Magnetschwebebahn zwischen Hamburg und Berlin gesetzlich feststellte, wurde im Jahr 2000 von der Regierung Schröder wieder aufgehoben. Für die Strecke müssten also bei erneuten Aktivitäten der Bedarf und das Kosten-Nutzen-Verhältnis nachgewiesen werden. Die vorherige Festschreibung des Bedarfs an einer Magnetschwebebahn zwischen Hamburg und Berlin durch ein Gesetz war Gegenstand umfangreicher Kritik.
Im Mai 2005 wurden der automatische (fahrerlose) Betrieb von den Behörden genehmigt. Der Transrapid 08 ist damit das erste in Europa für den automatischen Betrieb zugelassene Hochgeschwindigkeitssystem.

#### Politisches Umfeld und Kritik
Insbesondere das lange diskutierte Projekt einer Transrapid-Strecke zwischen Berlin und Hamburg verschaffte der Transrapidtechnologie eine hohe öffentliche Sichtbarkeit und breite, parteiübergreifende Unterstützung im Parlament. Die Strecke war als Symbol der Einheit, wie auch erste Anwendung einer in Deutschland entwickelten innovativen Technologie mit weiteren positiven industriepolitischen Folgewirkungen gesehen worden. Dies wurde auch in der Gründung eines Parlamentarischen Gesprächskreis Transrapid unter Vorsitz von Hans Eichel zum Ausdruck gebracht. Im Grundsatz ähnliche Erwartungen wurden auch an die Pilot- und Leuchtturmwirkung des (kleineren) Münchener Projekts gesetzt.
Eine soziologische Betrachtung des Werdegangs des Transrapid (F. Büllingen, 1997) beschreibt in kritischer Weise ein Netzwerk von Industriemanagern und Lobbyisten, die die frühzeitig geäußerte verkehrspolitische Kritik am Transrapid sowie Argumente und Vergleiche mit klassischen Verkehrsträgern, die zu deren Gunsten ausgefallen seien, verdrängt hätten. Sie hätten das Projekt systematisch von der Realität abgeschottet. Die Marktnische des Transrapid sei durch Neuentwicklungen im Flugverkehr sowie im Rad-/Schiene-Bereich erheblich enger geworden oder sogar verschwunden. Von den Kritikern werden auch Parallelen zwischen der Geschichte des Transrapid und den Einschienenbahntechnologien der 1950er- und 1960er-Jahre gezogen. Etwa wurden in Deutschland und Frankreich mit Alwegbahn und Aérotrain vergleichbare (jeweils auch nur von einem Hersteller stammende) Systeme entwickelt, die allesamt einzelne technische Vorteile gegenüber Rad-Schiene aufwiesen, als Zukunftstechnologie große Erwartungen und Aufsehen erregten, die aber den hochgesteckten Erwartungen nicht genügten.
Nach Gisela Hürlimann unterschätzen solche „akteurgetriebenen“ neuen Technologien das vielschichtige Innovationspotential und große Sozialkapital der bestehenden Rad-Schiene Systeme. Systemische Innovation, wie etwa beim Pendolino, soziotechnische und infrastrukturelle Kontinuität und internationale Anschlussfähigkeit über Grenzen hinweg, seien innerhalb der Rad-Schiene-Technik möglich, nicht jedoch beim Transrapid.

### China

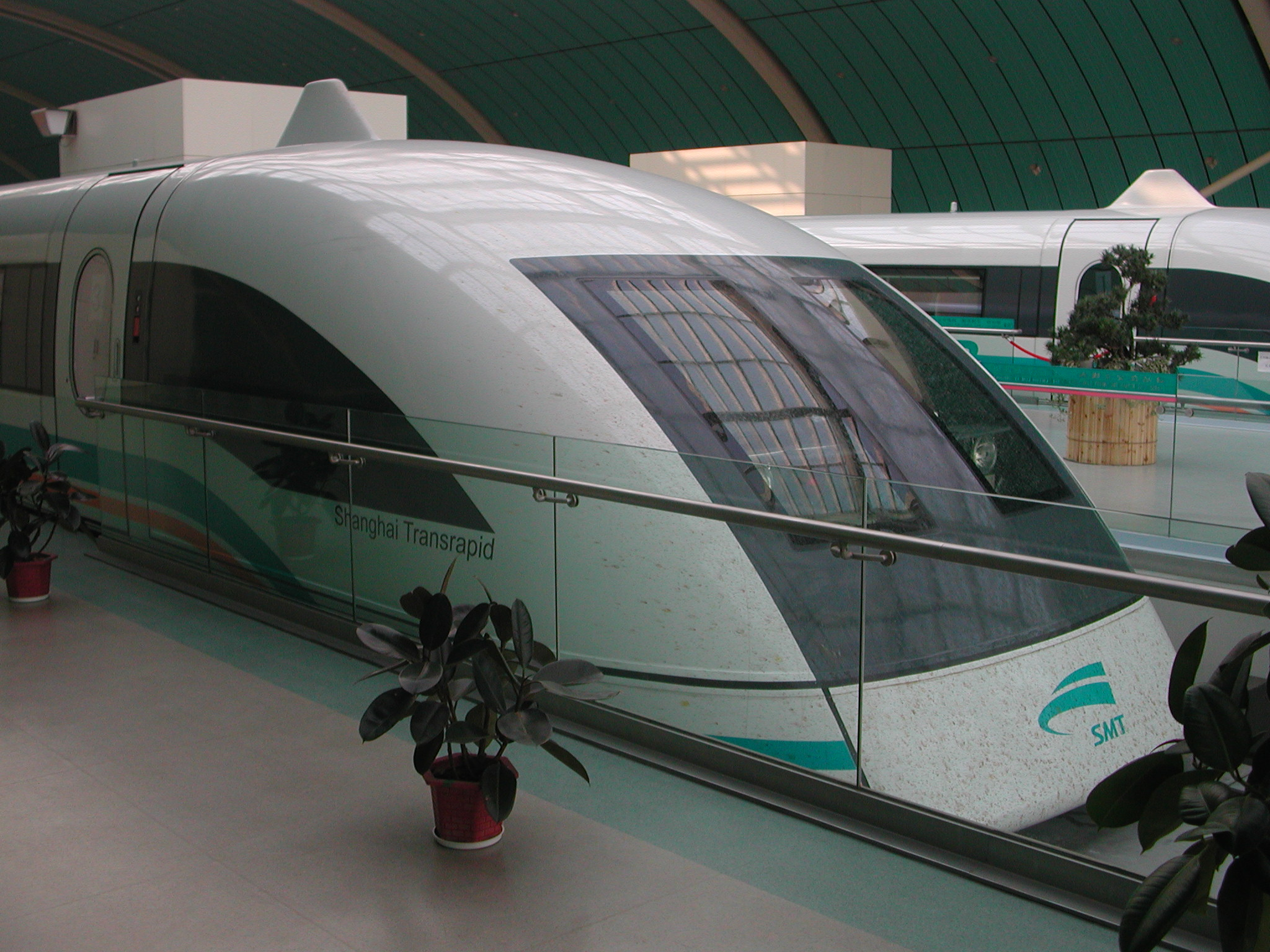
Transrapid SMT in Shanghai

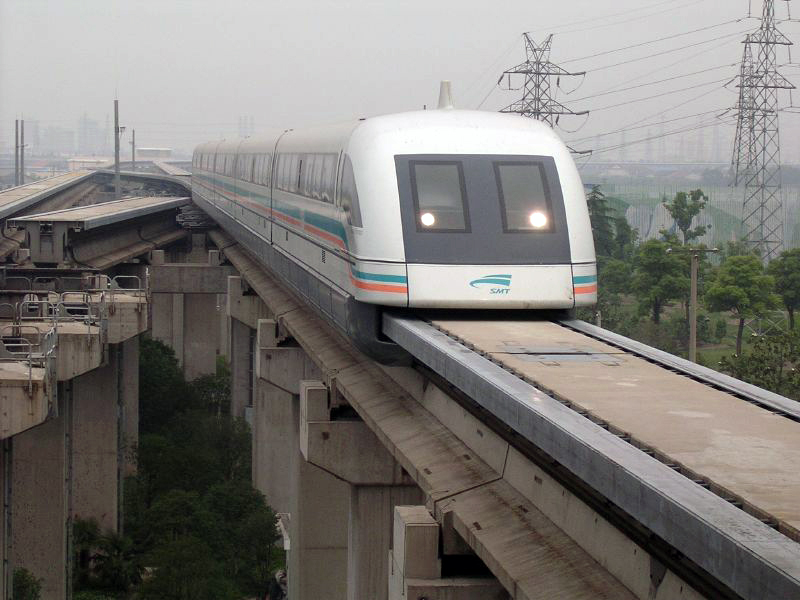
Transrapid SMT in Shanghai

In der Volksrepublik China wurde am 31. Dezember 2002 der Probebetrieb auf einer 30 km langen Strecke von Shanghai zum Flughafen Pudong gestartet. Am 12. November 2003 erzielte der Transrapid in Shanghai einen neuen Geschwindigkeitsrekord von 501 km/h als schnellste kommerzielle Magnetbahn. Anfang 2004 wurde der Regelbetrieb als das fahrplanmäßig schnellste spurgebundene Fahrzeug der Welt aufgenommen. Die eingesetzten Bahnen des SMT (Shanghai Maglev Train) basieren auf dem Transrapid 08.
Eine geplante Erweiterung in die 170 Kilometer entfernte Nachbarstadt Hangzhou wurde zunächst gestoppt. Es war vorgesehen, die beiden Flughäfen Shanghais (den Internationalen Flughafen Pudong mit dem Inlandsflughafen Hongqiao) bis zur Weltausstellung Expo 2010 mittels Transrapid zu verbinden. Um weitere Anwohnerproteste zu vermeiden, wurde die geplante Ausbaustrecke gekürzt und sollte in weiten Teilen unterirdisch und weiter entfernt von Wohngebieten verlaufen. Die Kosten sollen sich dadurch auf 46,6 Mio. Euro je km mehr als verdoppelt haben. Im Januar 2008 kam es dennoch zu Demonstrationen gegen den Weiterbau. Im Dezember 2008 erklärte Siemens den Plan der Verbindung der beiden Flughäfen in Shanghai zur Expo 2010 durch den Transrapid für gescheitert.

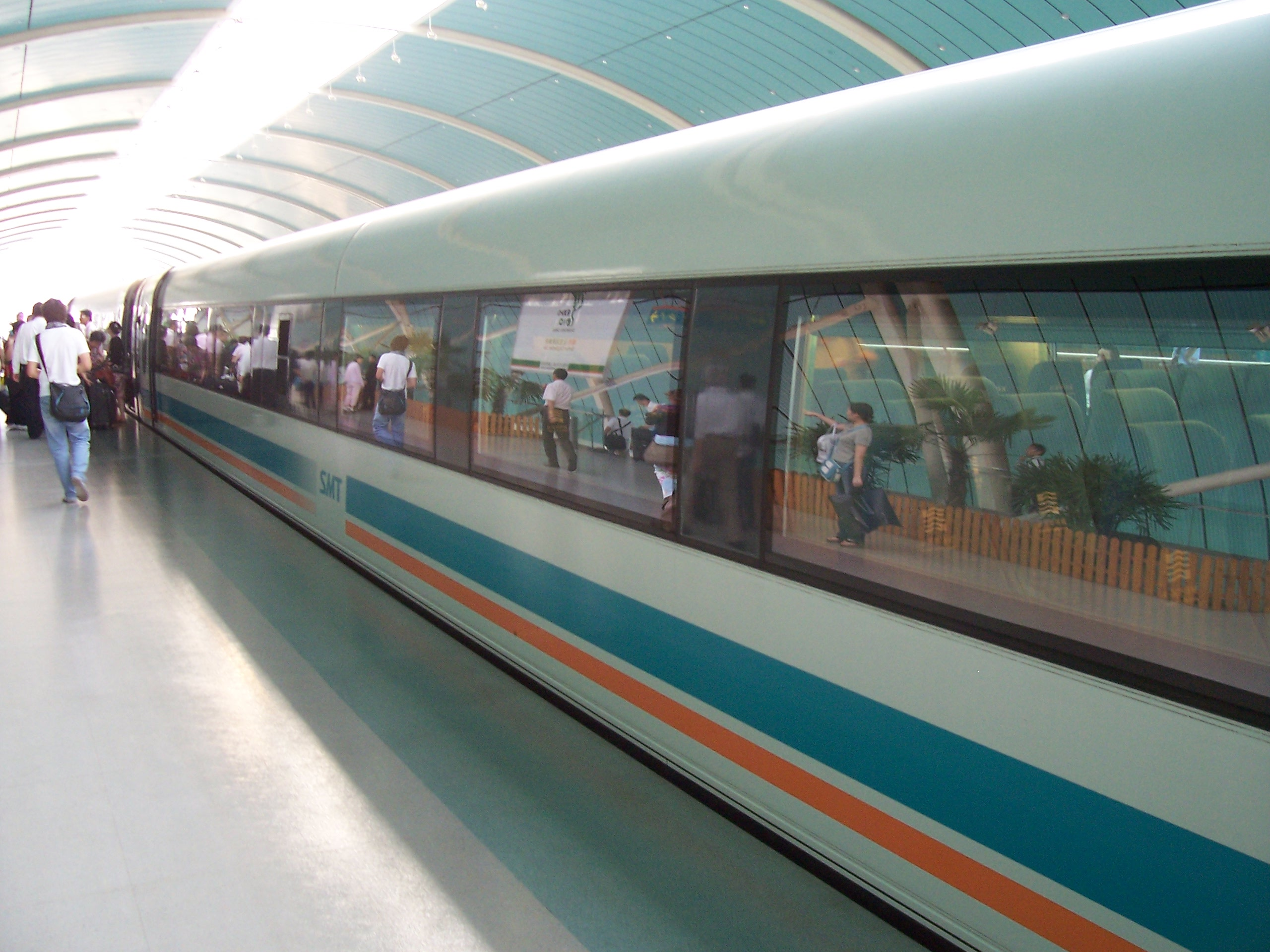
Transrapid SMT in Shanghai (Seite)

Nach Medienberichten von Januar 2011 wurde auch der Plan zum Weiterbau der Strecke nach Hangzhou aufgegeben, da die Kosten für einen Zeitgewinn von lediglich 10 Minuten gegenüber der seit Herbst 2010 fertiggestellten modernisierten Bahnstrecke zu hoch seien.
Bei der Schnellfahrstrecke Peking–Shanghai, für die der Transrapid ebenfalls beworben worden war, entschied man sich gegen den Einsatz eines Magnetschwebebahnsystems.

### Naher Osten
Eine Strecke über 180 km von Abu Dhabi nach Dubai, wo der Großflughafen Dubai-World Central entstand, wurde von Transrapid International auf deren Internetseiten in der Zeit vor Auflösung der Gesellschaft in dieser Region ohne genauere Nennung des Planungstatus und eines Zeitfensters für einen möglichen Projektabschluss angeführt.
Für das Jahr 2005 war eine Vereinbarung über Machbarkeitsstudie zu einer 800 Kilometer langen Strecke zwischen Bahrain über Katar in die Vereinigten Arabischen Emirate geplant. Die vorgesehenen Kosten wurden mit 13 Mrd. US-Dollar angegeben.
Bayerns Ministerpräsident Günther Beckstein übergab am 17. März 2008 eine Machbarkeitsstudie über eine 150 Kilometer lange Strecke zwischen Katar und Bahrain in Doha an Emir Hamad bin Khalifa Al-Thani, das Staatsoberhaupt von Katar. Mit einer schnellen Entscheidung sei jedoch nicht zu rechnen; da ebenso Konkurrenzsysteme aus Japan und Frankreich im Gespräch seien. Bei einer Betriebsgeschwindigkeit von 500 km/h sah das Konzept eine Reisezeit zwischen Doha North und Ar Rifa von 21 Minuten vor. Am 20. November 2009 wurde bekannt, dass Katar die Deutsche Bahn mit dem Aufbau einer Eisenbahn-Schnellfahrstrecke nach Bahrain beauftragt hat. Die Transrapidlösung ist damit offenbar verworfen worden.
Weitere Strecken in den arabischen Ländern wurden diskutiert, aber noch nicht konkret geplant.

#### Iran
Im Mai 2007 wurde eine Machbarkeitsstudie für eine über 850 Kilometer lange Strecke im Iran in Auftrag gegeben. Die Strecke sollte Teheran mit dem Pilgerort Maschhad im Nordosten des Landes verbinden. Transrapid International nannte diese Vorstudie anders als andere Projektstudien nicht auf ihren bis zur Auflösung der Gesellschaft betriebenen Internetseiten; die deutsche Bundeskanzlerin Angela Merkel sprach sich gegen den Export des Transrapid an den Iran aus. Am 27. Mai 2009 wurde bekannt gegeben, dass der Iran nun die Strecke angeblich bauen würde, allerdings sollen Verträge mit einem Ingenieurbüro und nicht mit den Herstellern geschlossen worden sein. Siemens kommentierte die Meldung als rätselhafte Pläne, mit denen man nichts zu tun habe.

### Niederlande
Im Rahmen der Planungen für die Magnetschnellbahn Berlin–Hamburg wurde auch eine Strecke von Hamburg nach Amsterdam in Betracht gezogen.
Ursprünglich war in den Niederlanden eine Transrapidstrecke zwischen den Städten Amsterdam und Groningen im Nordosten des Landes mit acht Stationen geplant. Mit der Strecke sollte auch der Flughafen Amsterdam Schiphol angebunden werden. Zunächst sollte hierbei die Strecke vom Flughafen nach Lelystad gebaut werden, welche bei Erfolg der Strecke nach Groningen verlängert worden wäre. Eine Entscheidung über den Bau sollte bis Ende Februar 2001 gefällt werden. Die Strecke wurde unter anderem in den „Landesentwicklungsplan für die Niederlande bis 2020“ aufgenommen. Die 7,4 Milliarden Euro, von denen 3,86 Milliarden bereits durch die Region Groningen zur Verfügung gestellt worden waren, teure Verbindung hätte die Fahrtzeit von 2:45 Stunden auf ungefähr eine Stunde reduziert. Der niedersächsische Ministerpräsident Christian Wulff forderte zudem eine Verlängerung der Strecke über Oldenburg und Bremen nach Hamburg. Zur Vermarktung der Strecke war die Sektion II des Transrapid 06 von 1999 bis 2006 in Drachten, einer auf der Strecke zu durchquerenden Stadt, aufgestellt.
Ab 2001 war zusätzlich ein Rondje Randstad genanntes Netz aus Strecken zwischen Amsterdam, Rotterdam, Den Haag und Utrecht vorgesehen, das den Ballungsraum der Randstad im Sechs-Minuten-Takt mit dem Flughafen verbunden hätte. Nach Angaben von Siemens wäre das Projekt bis zum Jahr 2010 realisierbar gewesen. Die Entscheidung über den Bau des Streckennetzes sollte erst im März 2001, dann bis Ende des Jahres getroffen werden.
Im Juli 2005 forderte die Landesregierung von Nordrhein-Westfalen eine Transrapid-Strecke zwischen der Rhein-Ruhr-Region und den Niederlanden.
Am 3. November 2005 schlug das niederländische Transrapid-Konsortium, zu dem Siemens Nederland, die Bank ABN AMRO, die Bauunternehmen Ballast Nedam und Royal BAM Group sowie die US-amerikanische Fluor Corporation gehörten, eine erste Strecke vom Flughafen Amsterdam Schiphol über Amsterdam nach Almere vor, nachdem die anderen Projekte nicht weiterverfolgt worden waren. Die Strecke wäre unter anderem in einem Tunnel unter dem IJmeer verlaufen und hätte für fünf Milliarden Euro in die Randstad verlängert werden können. Die Kosten von 2,2 Milliarden Euro wären nach Angaben von Siemens durch einen 50-jährigen Betrieb zurückzuverdienen gewesen.

### Vereinigte Staaten
Es gab und gibt einige Überlegungen und Kooperationen auch auf Regierungsebene, den Transrapid bei einer Erneuerung des nordamerikanischen Überlandschienenverkehrs zu berücksichtigen. Studien geben allerdings klassischen Rad-Schiene-Systemen den Vorzug.
Anfang 2001 gab die US-Regierung bekannt, für die Transrapid-Projekte Flughafenanbindung Pittsburgh und Metropolenverbindung Baltimore – Washington eine Umweltverträglichkeits- und Machbarkeitsstudie bis 2002 auszuarbeiten.
Der US-Kongress bewilligte im September 2005 90 Mio. US-Dollar für die Planung zweier Transrapidstrecken, von denen eine nahe Las Vegas (56 Kilometer Streckenlänge), die andere entweder zwischen dem Pittsburgh International Airport und Greensburg (mit Zwischenhalten in Pittsburgh und Monroeville, 87 Kilometer), Baltimore und Washington, D. C. (63 Kilometer) oder zwischen Atlanta und dem Flughafen Hartsfield–Jackson Atlanta International Airport (50 Kilometer) verlaufen soll. Die Strecke zwischen Pittsburgh und Greensburg soll in 35 Minuten bewältigt werden und für 3,8 Milliarden US-Dollar realisierbar sein. Am 7. Mai 2010 unterzeichnete die für das Projekt zuständige Federal Railroad Administration die endgültige Umweltverträglichkeitserklärung.

### Großbritannien

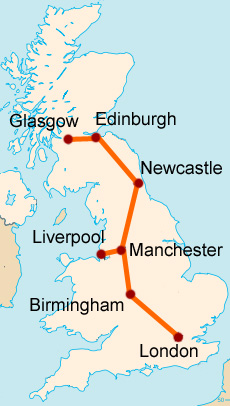
Die vorgesehene Route für UK Ultraspeed

Der Vorschlag zum britischen UK-Ultraspeed-Projekt sah den Einsatz der Transrapid-Technologie in einem Stadtverbindungsnetz in Großbritannien vor. Angebunden werden sollten unter anderem London, Birmingham, Manchester, Liverpool, Leeds, Newcastle upon Tyne, Edinburgh und Glasgow sowie sechs Flughäfen. Bis zur Einstellung der Planungen durch die britische Regierung im Jahr 2007 und Transrapid International im Jahr 2013 stand aber eine tragfähige Finanzierung für die geschätzten 29 Mrd. Pfund an Realisierungskosten aus.

### Brasilien
In Brasilien ist eine mehr als 500 Kilometer lange Neubaustrecke von Rio de Janeiro bis São Paulo und weiter nach Campinas geplant. Politik und Industrie hatten sich bei einem Gespräch im August 2010 auf eine Bewerbung für dieses Projekt geeinigt. Das Bauunternehmen Max Bögl, das im Frühjahr 2010 die Federführung in der Akquisitionsarbeit für den Transrapid übernahm, hat sich mit konkreten Trassenvorschlägen an der für Juli 2009 vorgesehenen Ausschreibung beteiligt. Durch eine neue Technologie bei der Herstellung der Trasse sollen die Baukosten um 30 Prozent gesenkt werden können. Diese Ausschreibung war 2009 einer der Gründe für die Verlängerung des Testbetriebs auf der Versuchsstrecke. Eine konkrete Ausschreibung steht laut einer anderen Quelle (Stand: Juli 2011) noch aus.

### Schweiz
Das SwissRapide-Konsortium entwickelt eine oberirdische Magnetschwebebahn für die Schweiz, die auf der Transrapid-Technologie basiert. Die ersten Projekte umfassen die Strecken Bern–Zürich, Lausanne–Genf und Zürich–Winterthur.

### Sowjetunion
Die Transrapid-Vertriebsgesellschaft in München erstellte 1990 eine Projektstudie für eine Verbindung der Moskauer Innenstadt mit dem Flughafen Moskau-Scheremetjewo. Die Länge dieser Strecke sollte 39 km betragen. Das Transrapid-Konsortium trat dabei in Konkurrenz zu einer sowjetischen Eigenentwicklung, die bereits auf einer 600 m langen Versuchsstrecke bei Ramenskoje erprobt wurde. Der Zusammenbruch der Sowjetunion bedeutete das Ende beider Projekte.

### Sonstige Streckenprojekte
- Teneriffa hat im September 2010 eine Machbarkeitsstudie für zwei Transrapid-Strecken auf der Insel in Auftrag gegeben. Es sollte erkundet werden, ob der Transrapid in dem schwierigen Gelände Teneriffas Vorteile gegenüber einer auf Schienen fahrenden Bahn hat.[168] Claudia Winterstein, die Erste Parlamentarische Geschäftsführerin der FDP im Bundestag, bewertete das Projekt als nicht realistisch.[169] Eine 2011 vorgelegte Machbarkeitsstudie, erstellt unter Federführung des Verkehrswissenschaftlers und früheren Leiters der Transrapid-Versuchsstrecke Peter Mnich, bestätigte die technische Machbarkeit bei Kosten von zirka 3,1 Milliarden Euro.[170]
- In der Türkei gibt es Überlegungen für eine Verbindung der beiden Flughäfen von Istanbul mit einer Transrapidstrecke.

## Wirtschaftliche Bedeutung des Transrapid
Die hohen Investitionen in Transrapid-Strecken sind zu einem großen Anteil Baukosten für Tunnel, Erdarbeiten, Gebäudeerstellung, die im Exportfall hauptsächlich von nationalen Unternehmen erbracht werden und nicht zu Umsatz deutscher Unternehmen führen. Auch die gestiegenen Kosten für die notwendigen Rohstoffe, insbesondere Beton, Stahl und Kupfer, reduzieren den Anteil technologischer Wertschöpfungen an den notwendigen Gesamtinvestitionen.
Das Unternehmen ThyssenKrupp, Hersteller der Transrapidfahrzeuge, weist für das Geschäftsjahr 2006/2007 51,3 Mrd. Euro Umsatz aus, davon 49 Mio. Euro in der Transrapidsparte. In Kassel waren rund 150 Mitarbeiter in dieser Sparte beschäftigt. In den Risikoberichten 2006/2007 sowie 2007/2008 des Unternehmens heißt es:

„Beim Transrapid sollen ein konkretes Anschlussprojekt für die Strecke in Shanghai sowie die Erprobung des bereits ausgelieferten Prototypenfahrzeugs im Rahmen des Weiterentwicklungsprogramms das bestehende Marktrisiko weiter reduzieren. Hinzu kommt die Aussicht auf die Realisierung des Projektes München nach Klärung der Finanzierungssituation.“

„Beim Transrapid wurden nach der Beendigung des Projekts München die bestehenden Aktivitäten neu strukturiert und an die reduzierten vertrieblichen und planerischen Aktivitäten angepasst. Darüber hinaus können sich Restrukturierungsaufwendungen aus der Verschiebung des geplanten Projekts Flughafenanbinder Shanghai ergeben.“

Im Dezember 2008 wurde die Reduzierung der Zahl der Mitarbeiter bei der ThyssenKrupp Transrapid GmbH in Kassel von 166 auf 100 angekündigt. Zum Jahresende 2010 wurde der Standort aufgegeben. Nach Räumung der Hallen wurde das Symbol des Werkes, ein Transrapid 05, von den Mitarbeitern in das Technik-Museum Kassel überführt.
Der geringe Anteil der Transrapidsparte von 0,1 % am Konzernumsatz von ThyssenKrupp, das mangelnde Engagement von ThyssenKrupp und Siemens bei der Finanzierung von Referenzstrecken, die mit bislang 300 Mio. Euro geringen eigenen Investitionen der Unternehmen in die neue Fahrzeugtechnologie und fehlende positive Marktaussichten im Risikobericht stehen im Widerspruch zur affirmierten Überlegenheit der Technik und deren potentieller wirtschaftlicher Bedeutung.
Zehn Jahre nach Ende des Transrapid-Projekts setzte ThyssenKrupp 2018 die Magnetschwebetechnik für die Entwicklung von Aufzügen ein, deren Kabinen sich frei bewegen können und nicht an Seilen hängen.

## Trivia
Im Miniatur Wunderland in Hamburg wird der Modellabschnitt der Stadt über eine Transrapid-Strecke mit dem Bereich Skandinavien verbunden. Der eingesetzte Zug, der dem Transrapid 07 gleicht, verkehrt auf einer einspurigen Fahrbahn und kann per Knopfdruck durch Besucher gestartet werden.